# 鈴木Carry
鈴木Carry（日语：スズキ・キャリイ）乃是日本鈴木公司自1961年起開始製造發售的輕型商用貨卡車。關於車名「Carry」的由來，在英語中意指「運送」之意。

## 歷史與概要
此車系之發展歷史悠久，在日本當地的競爭對手有速霸陸Sambar、大發Hijet、三菱Minicab、本田Acty等；1980年代末期馬自達亦委託鈴木貼牌生產馬自達Scrum。除此之外，此車款也曾換牌成霍頓汽車、佛賀汽車、雪佛蘭、大宇汽車等品牌，甚至授權臺灣福特六和汽車重新設計外觀，改以「福特好幫手Pronto」之名銷售。

### 第一代FB/FBD系（1961年-1965年）
1961年 - 昭和30年（1955年）鈴木汽車（鈴木公司前身）推出第一代Suzulight，時隔6年復推出「Suzulight Carry FB」，售價295,000日圓。為了生產此車款，原廠特地選擇愛知縣豐川市，耗時9個月、花費2億7千萬日圓設置新工廠。這種後方有載貨用車斗的皮卡貨車之引擎置於乘客座椅下方，稍微凸出的車頭稱作半平頭式（semi cab over）。車斗面積1.5平方公尺，荷重達350公斤，號稱同級車之最。動力心臟為359c.c.直列二缸氣冷式二衝程FB型引擎，最大馬力為21ps / 5,500rpm、扭力峰值3.2kg·m / 3,700mm。配合四速手排變速箱，極速達76km/hr。
1962年 - 7月新增專用遮雨帆布（FBC型）。
1963年 - 10月小改良。
1964年 - 9月新增三門微型麵包車車型（FBD型），是為鈴木Every之前身。

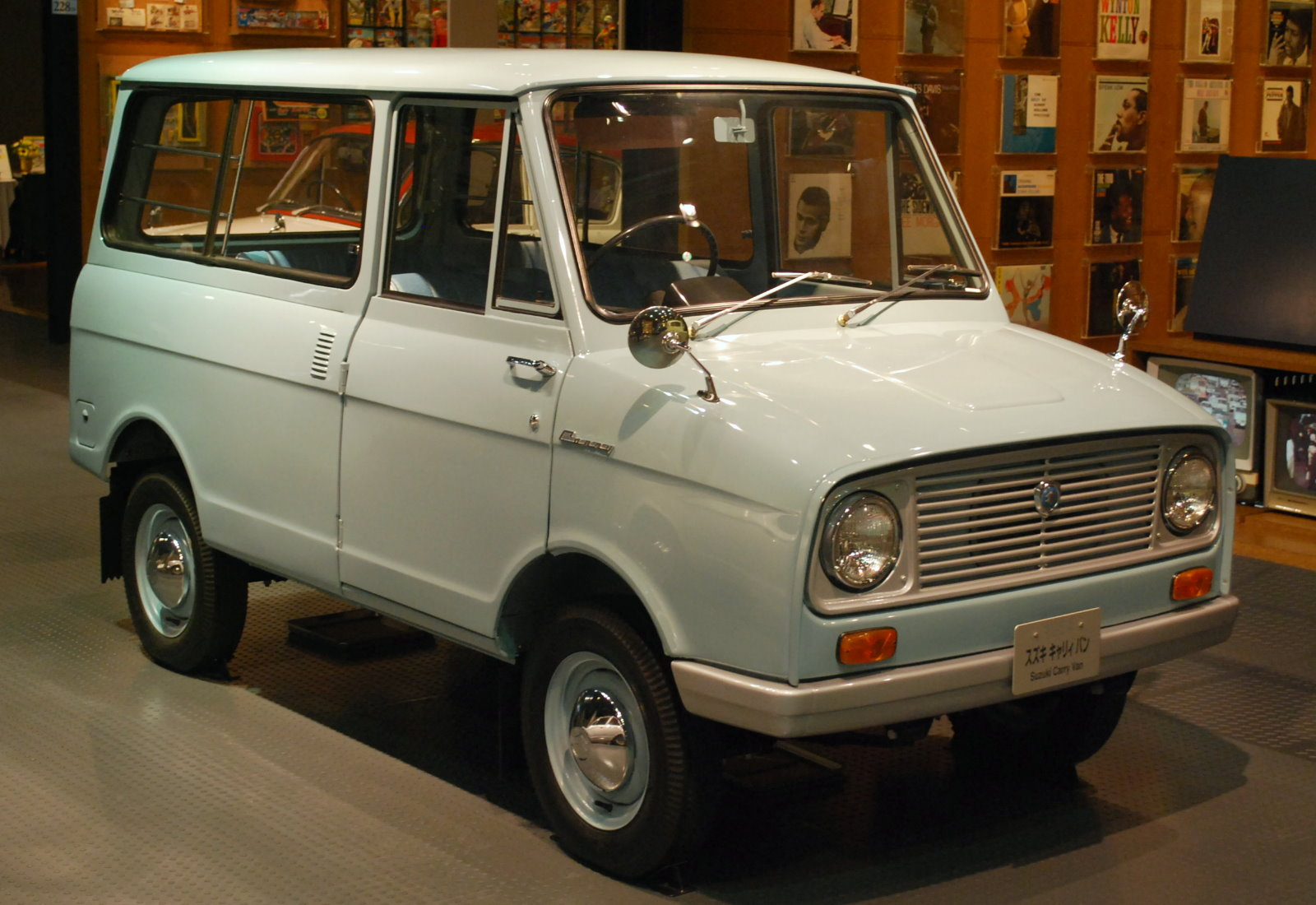
FBD型
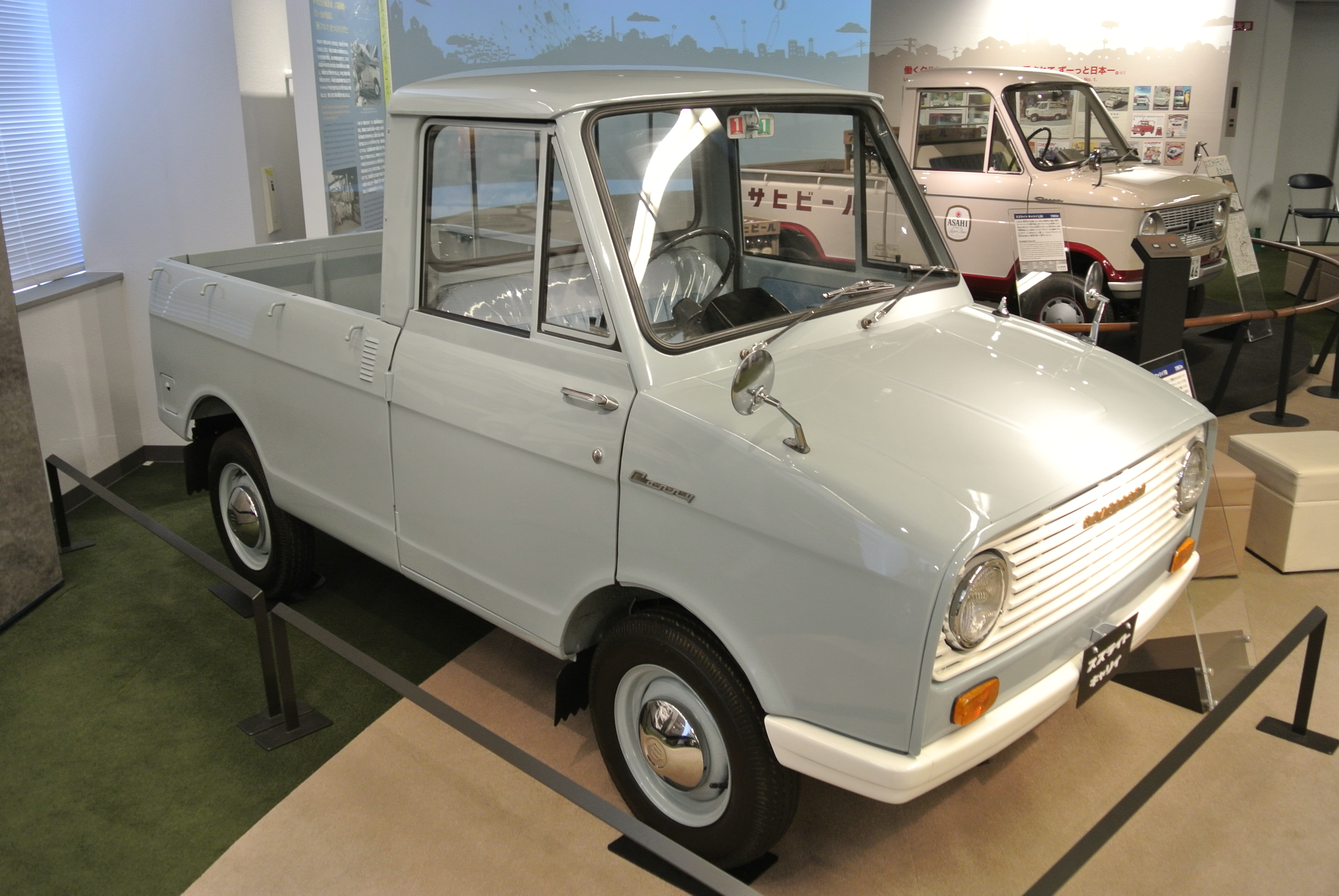
FB型

### 第二代L20/L21系（1965年-1969年）
1965年 - 6月大改款的Suzulight Carry（L20型）上市，車身尺碼幾乎沒有變動，軸距延長2公分。仍舊搭載359c.c.直列二缸氣冷式二衝程FB型引擎，但運用了新開發的CCI分離潤滑技術（Cylinder Crankshaft Injection之縮寫）：機油幫浦採「一進多出」的設計，同時可將機油打入氣缸和曲軸達到潤滑效果，且配合四速手排變速系統後極速可達80km/hr。
1966年 - 1月推出四門微型麵包車車型（L20V型）及降低車斗柵欄高度至31公分的L21型。稍後原廠又推出L20H型，具有遮雨帆布、兩張裝在車斗、面朝後的小椅子等配備。
值得注意的是，1966年第三代L30型上市時，第二代仍持續製造販售；直到1969年L40型面世，第二、三代才停產。

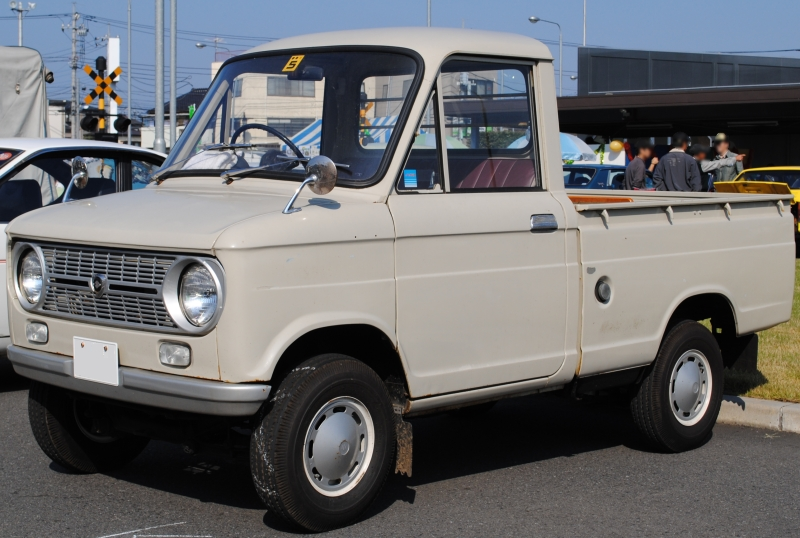

### 第三代L30/L31系（1966年-1969年）
1966年 - 2月大改款的L30型正式問世，車名去除「Suzulight」而改稱鈴木Carry。雖然沿用具有CCI分離潤滑技術的359c.c.直列二缸氣冷式二衝程FB型引擎，但改為橫置式後使得車頭變成平頭式（cab over）。點火系統與發電機合併，且移到曲軸前方。另有附遮雨帆布的L30H型，車斗上的小椅子改成面對面。而L31型的車斗柵欄則是三方開，且車斗面積加大。
1968年 - 3月小改款，B柱新設圓形方向燈。新設微型麵包車L30V型，具有四個車門，而且後車門為上下對開式。

### 第四代L40/L41系（1969年-1972年）
1969年 - 7月大改款的貨卡車L40型（車斗柵欄一方開）、L41型（車斗柵欄三方開）上市，整體設計委託義大利著名設計師喬吉·喬治亞羅（Giorgetto Giugiaro）領軍的義大利設計-喬治亞羅公司負責。同年11月推出微型麵包車L40V型，喬治亞羅替該車型設計出前、後車窗傾斜的「前後對稱式設計」，但相對而言也犧牲了部分車室容積空間。短暫三年的產品生命週期中，貨卡車型售出約20萬7千輛，廂型車卻只有2萬6千輛左右，足見微型麵包車型在市場上並不討喜。
雖然動力心臟仍沿用359c.c.直列二缸氣冷式二衝程FB型引擎，可是改配置針閥、三國30 PHD型化油器，馬力更為提升至25ps / 6,000rpm，極速提升至95km/hr。此外，縱式車門握把亦流用於1972年發售的第一代Jimny LJ20V型。
1970年 - 為了參加日本萬國博覽會，與湯淺電池（GS湯淺電池前身）合作開發廂型電動汽車。
1971年 - 發表以L40型為基礎，外加硬殼車廂的L40B型。因應歐美日漸流行的RV風潮，同年4月28日發表「Carry Camping 360」露營車車型。此車型以L40V型為基礎，新增帆布床、窗簾、車室照明燈等裝備。
1972年 - 貨卡車型至4月停產，但微型麵包車型則延至同年7月才停產。

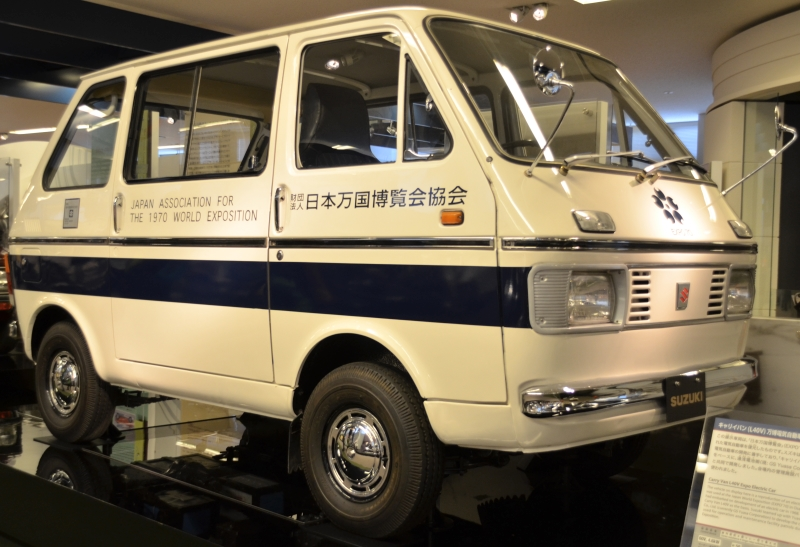
復原之電動汽車
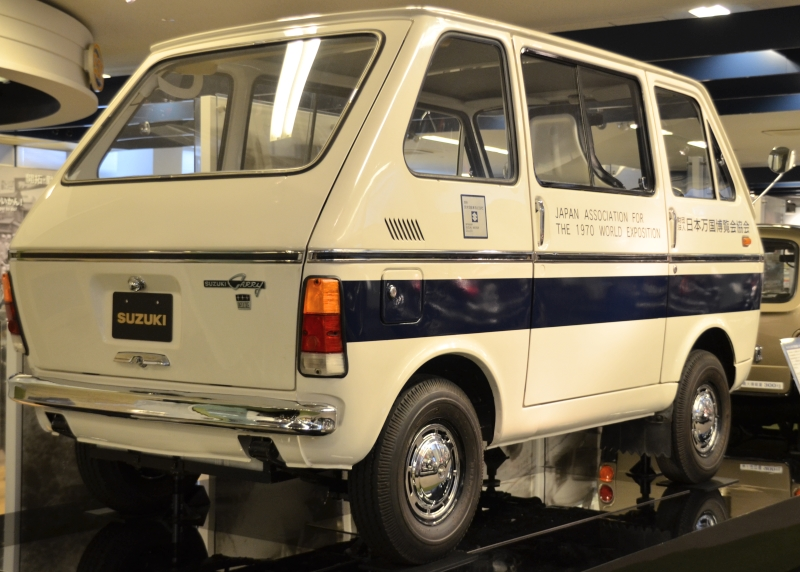
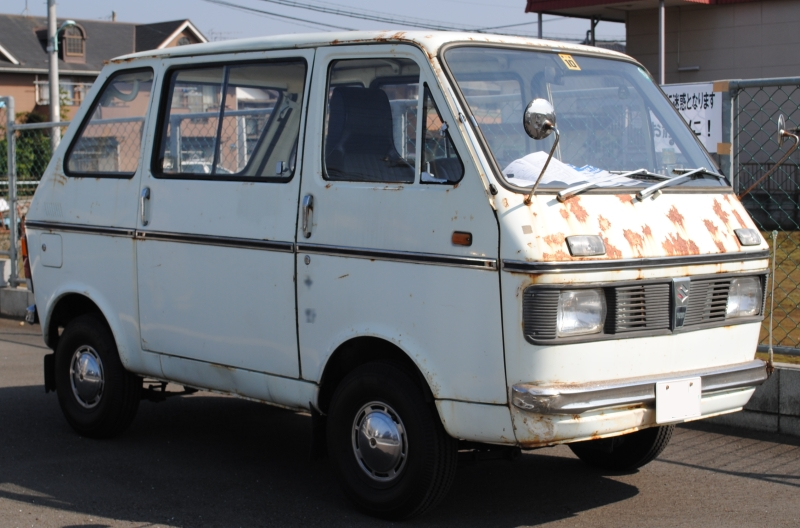
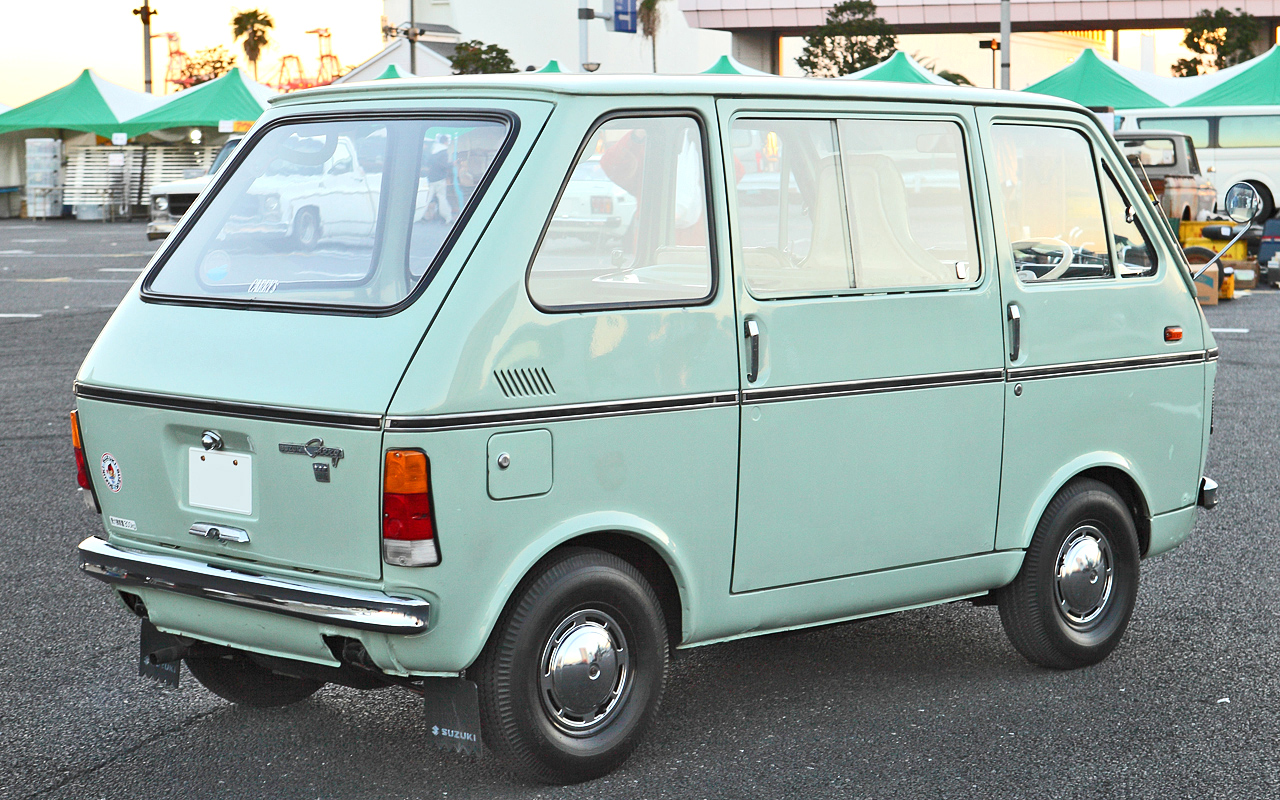
廂型車車尾
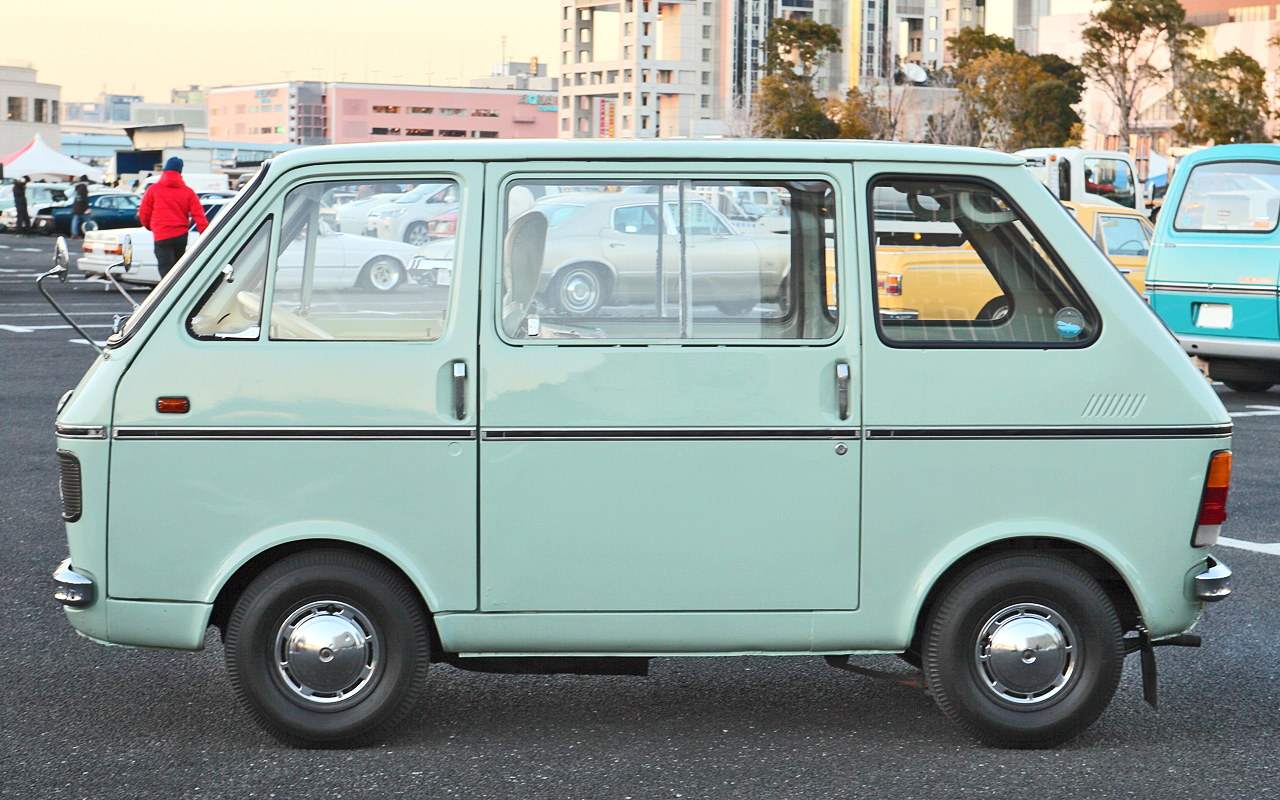
廂型車車側

### 第五代L50/L60系（1972年-1976年）
1972年 - 5月發表大改款的第五代貨卡車L50型（車斗柵欄一方開），改成側滑門式的微型麵包車L50V型（僅能右方開啟）則遲至同年8月才上市。外型雖仍沿襲喬治亞羅的設計概念，不過車尾的線條略有修正，以爭取更大的車室容積。359c.c.直列二缸二衝程L50型引擎改成水冷式，最大馬力提升到28ps / 5,500rpm、峰值扭力3.7kg·m / 5,000rpm。同年12月新設側滑門能夠雙邊開啟的L50VF型廂型車、外加硬殼車廂的L50B型貨卡車，同時全車系的後照鏡變得平整、加大面積。
1973年 - 3月車斗柵欄可三方開啟的L51型上市；同年11月小改款（L50-2型）：改變水箱罩、前保桿、儀表板、油門與煞車踏板，新增助手席安全帶與頭枕等。
1974年 - 2月改良，去除水箱罩上方的十字飾板，改變輪圈樣式。5月為了提高燃油經濟性而減輕車體重量，同時L50型引擎之馬力降至26ps。同年12月第二度小改款（L50-3型），加大牌照框並去除橡膠膠條，內裝也一新耳目。
1975年 - 9月外銷版L60/L61/L60V型開始出口，順應國外市場的需求，改採排氣量更大的446c.c.直列二缸水冷式二衝程L60型引擎，可輸出最大馬力29hp / 5,500rpm、扭力峰值4.0kg·m / 5,000rpm。12月日規版第三度小改款，重新調校L50型引擎以符合更嚴格廢氣排放標準，但是最大馬力降至25ps / 5,500rpm，最大扭力改為3.8kg·m / 4,500rpm。此外改良車體耐久性，更換保險桿、水箱罩、中控台等，內裝改為咖啡色。
台倫實業公司曾引進L60型、L60V型至臺灣市場，分別稱為鈴木吉利、鈴木小力士。不過礙於原裝進口的價格稍高，市場佔有率並不突出。

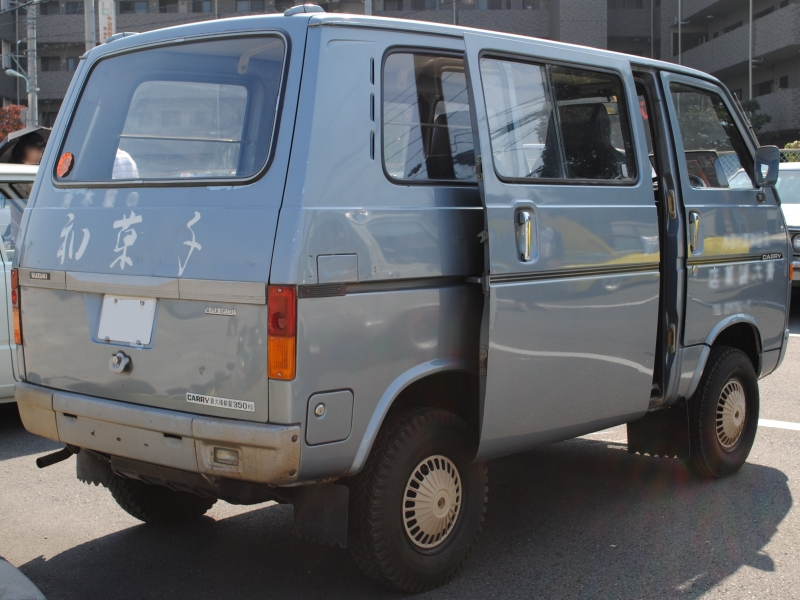

### 第六代ST10/ST20/ST80/ST100系（1976年-1979年）

#### ST10型Carry 55
1976年 - 5月對應改制後的輕型車規制放寬引擎排氣量至550c.c.，新換裝一具539c.c.直列三缸水冷式二衝程LJ50型引擎，原廠稱為「Carry 55」（ST10型），不過車身底盤仍沿用舊式L50型；此外還有車斗柵欄可三方開啟的ST11型。此時期日本當局對輕型車規範頻頻改制，故各家車廠頻繁推出對應車款，造成輕型車市場紊亂，Carry 55僅維持4個月的銷售時間，同年9月改成大改款的ST20型發售。

#### ST20型Carry Wide
1976年 - 9月原廠發表大改款的ST20型貨卡車，軸距一舉延長至1,840mm，仍搭載539c.c.直列三缸水冷式二衝程LJ50型引擎，最大馬力26ps / 4,500rpm、最大扭力5.3kg·m / 3,000rpm。此外，ST10型具備的前擋玻璃電動雨刷依舊沿用至ST20型。同年11月微型麵包車ST20V型上市，載貨車廂沿用L50型和ST10型，故車長比貨卡車型縮短40mm。
1977年 - 10月小改款（ST-20Ⅱ型），變更水箱罩和中控台樣式，迴轉半徑自4公尺縮小成3.8公尺。另設經濟入門級車型，去除水箱罩、擋泥板、車門置物空間、大方形後照鏡改成小圓形等，以求降低成本。
1978年 - 2月微型麵包車追加Custom車款，具備鍍鉻保桿、金屬車身塗裝、斜織網座椅等配備，目標鎖定私人用途的消費者。同年ST20型開始在印尼當地組裝製造，直到1983年才停產。當地消費者習慣將此車款暱稱為「Turungtung」，來自二衝程循環的LJ50型引擎運轉時的擬聲詞。

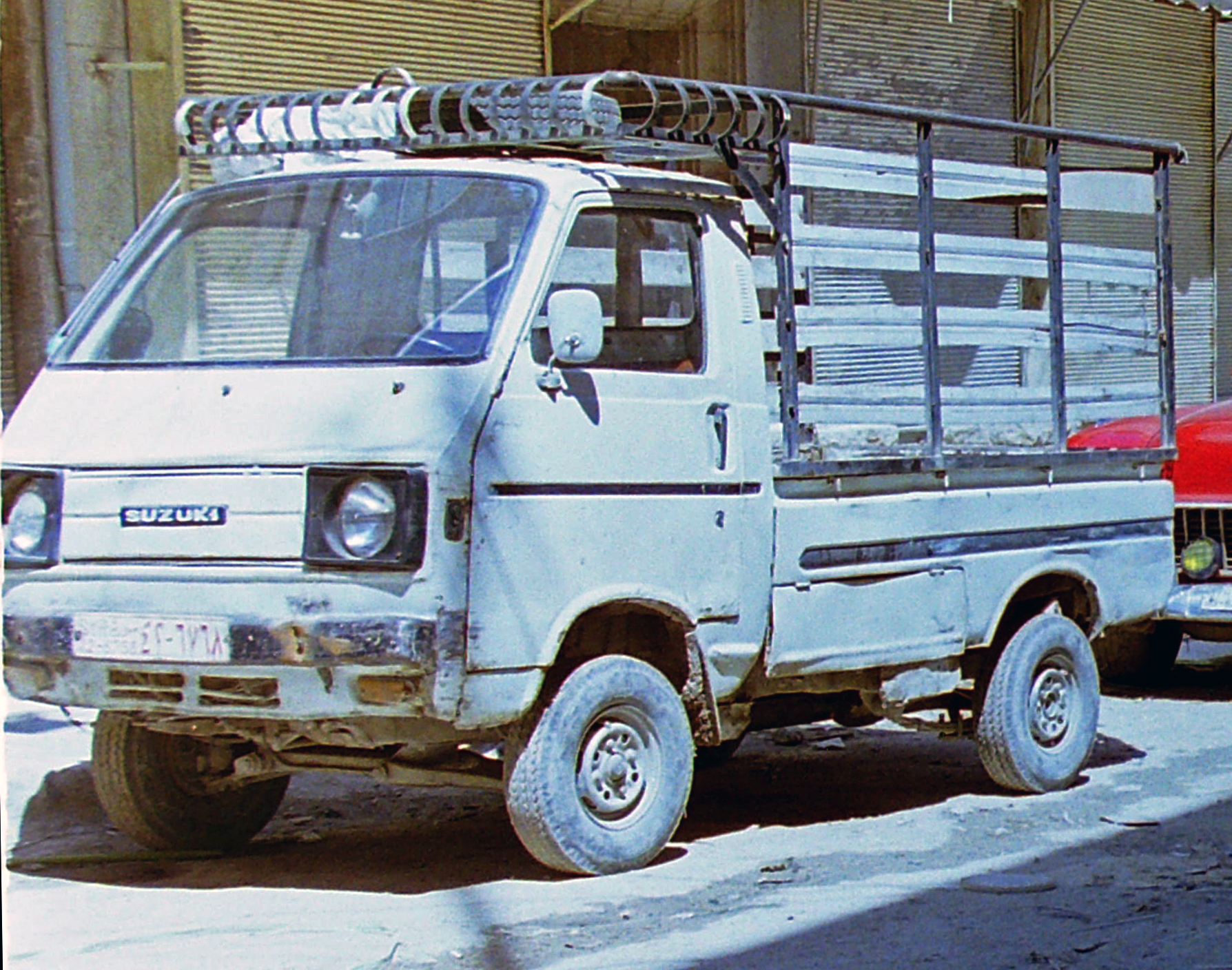
1995年攝於敘利亞阿勒頗
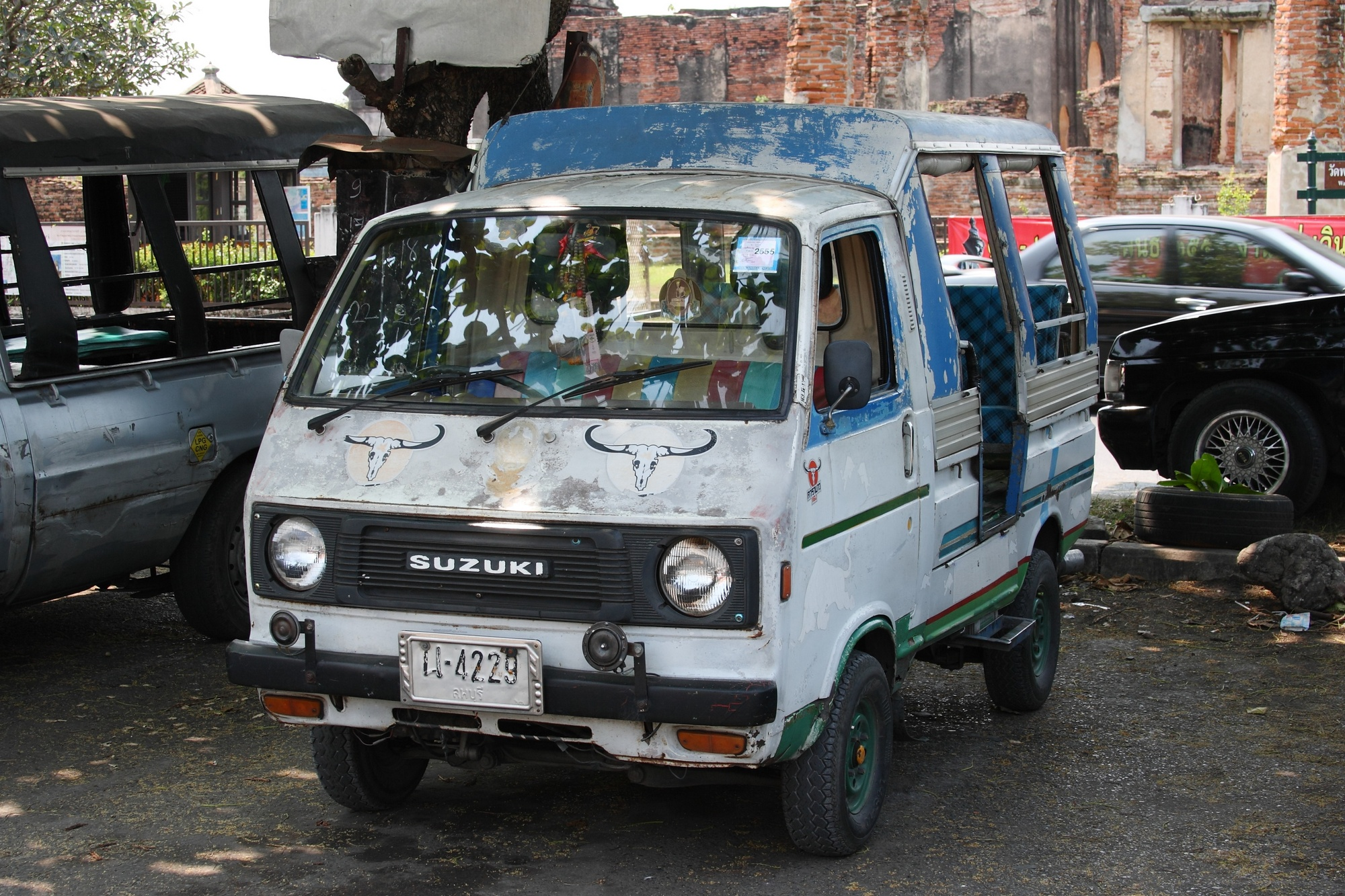
攝於泰國

#### ST80/ST100型
1977年開始外銷出口ST80型，和第一代鈴木Jimny LJ80/LJ81一樣搭載排氣量較大的797c.c.直列四缸SOHC F8A型引擎，而這具引擎是原廠第一具四衝程引擎。1982年起印尼市場推出ST100型，換成970c.c.直列四缸SOHC F10A型引擎，最大馬力45hp / 5,500rpm，扭力峰值7.5kg·m / 3,000rpm。

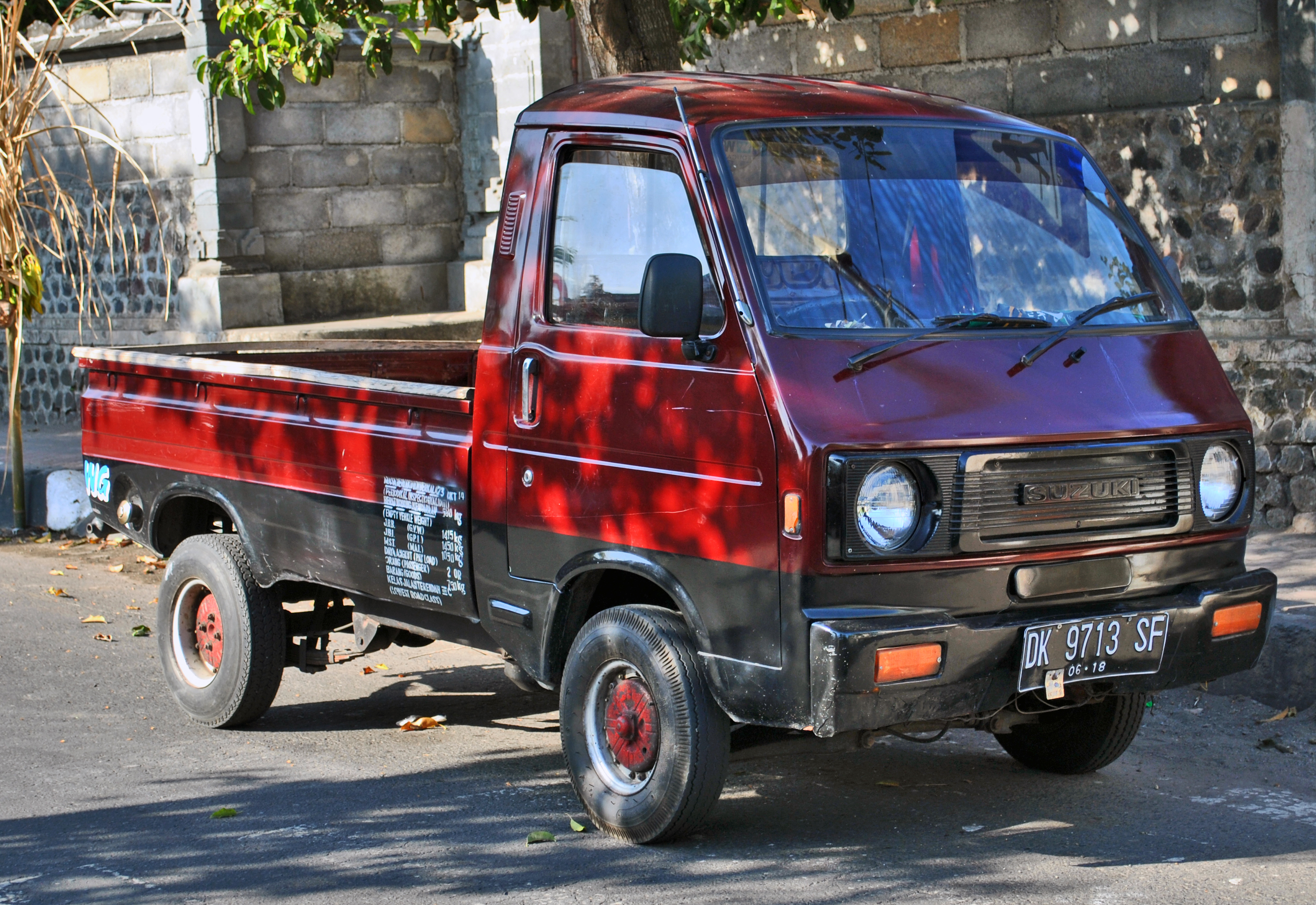
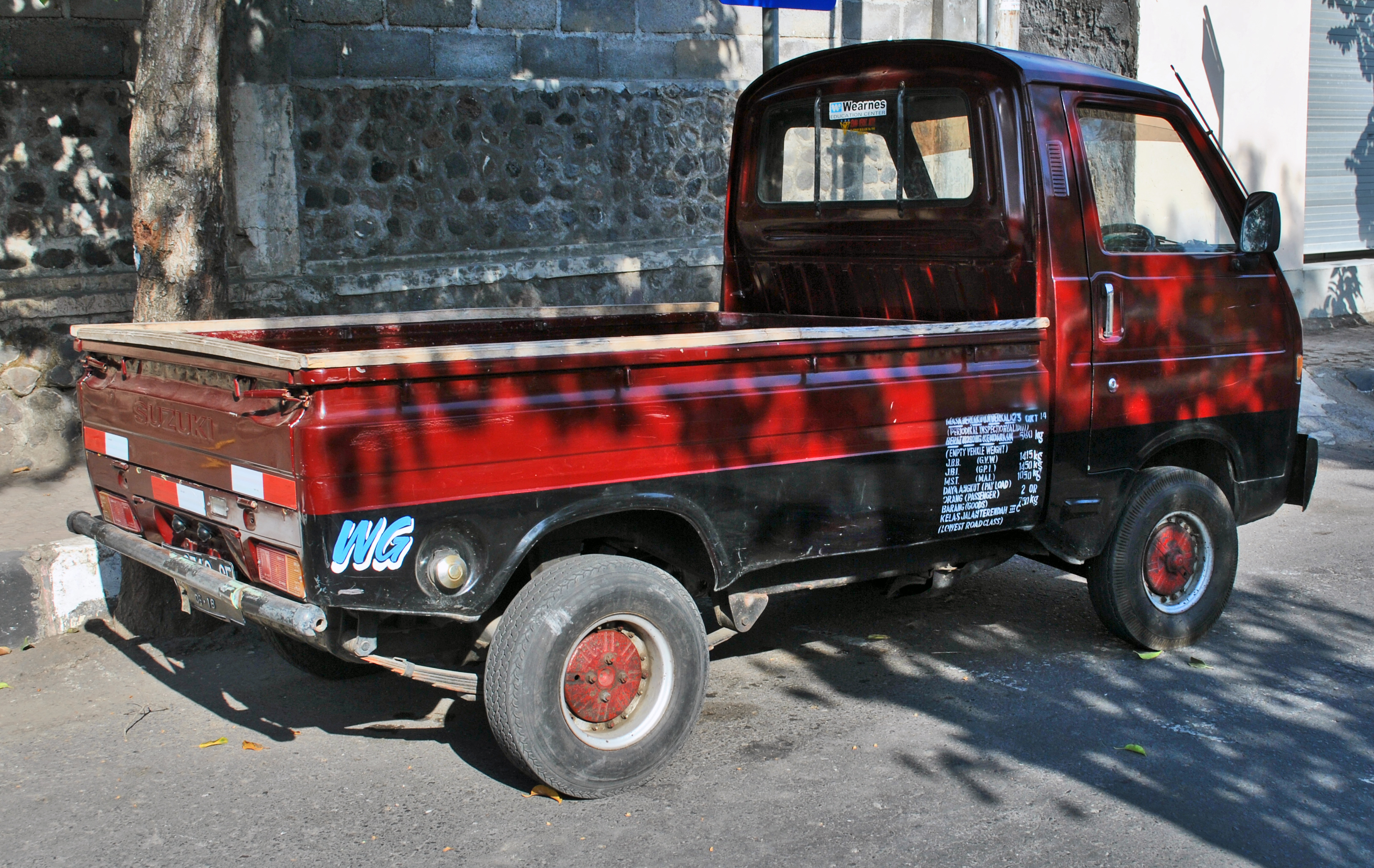

### 第七代ST30/ST31/ST40/ST41/ST90系（1979年-1985年）
1979年 - 3月原廠發表大改款ST30型，車身尺碼維持不變，也繼續使用539c.c.直列三缸水冷式二衝程LJ50型引擎，但位置往前移至座椅下方。至1979年為止，鈴木Carry已經連續8年位居輕型商用車市佔率第一名。至於外銷版則稱ST90型，搭載797c.c.直列四缸SOHC F8A型引擎。
1980年 - 10月日本本土小改款，改換543c.c.直列三缸SOHC F5A型引擎，是為ST40/ST41型。此外，貨卡車推出具備副變速機的4WD車型（ST31型）。
1982年 - 11月廂型車也納入4WD功能；12月再度小改款，變更車頭造型與內裝，改採樹脂製保險桿；而ST41型的SDX級將LSD限滑差速器納入標準配備。微型麵包車ST41V型改稱作鈴木Every，內藏式保冷庫可加價選購。

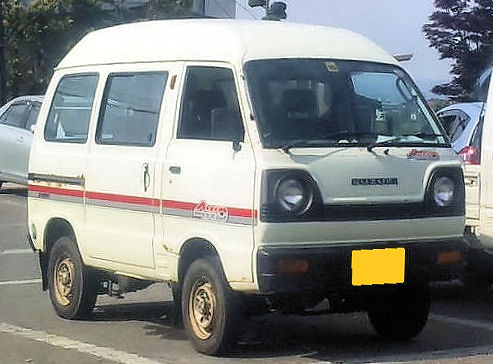
Every 4WD ST41型車頭
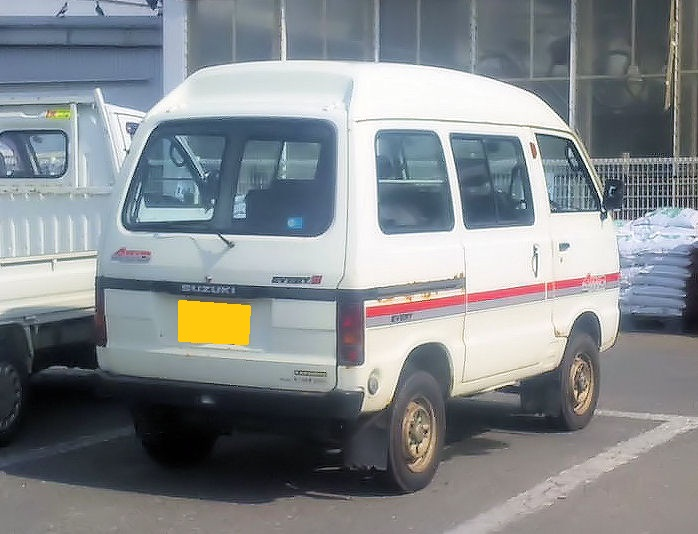
Every 4WD ST41型車尾
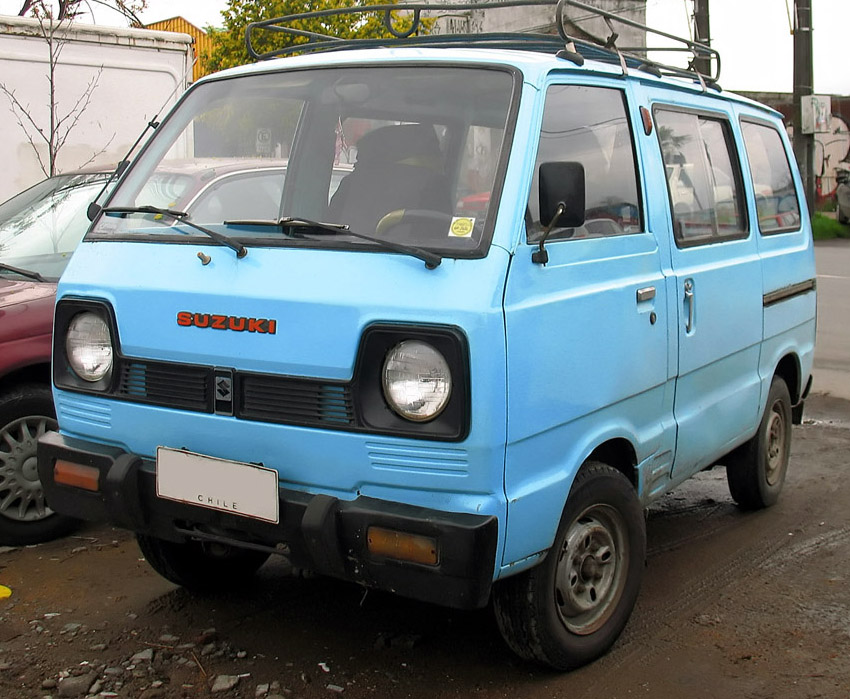
ST90型
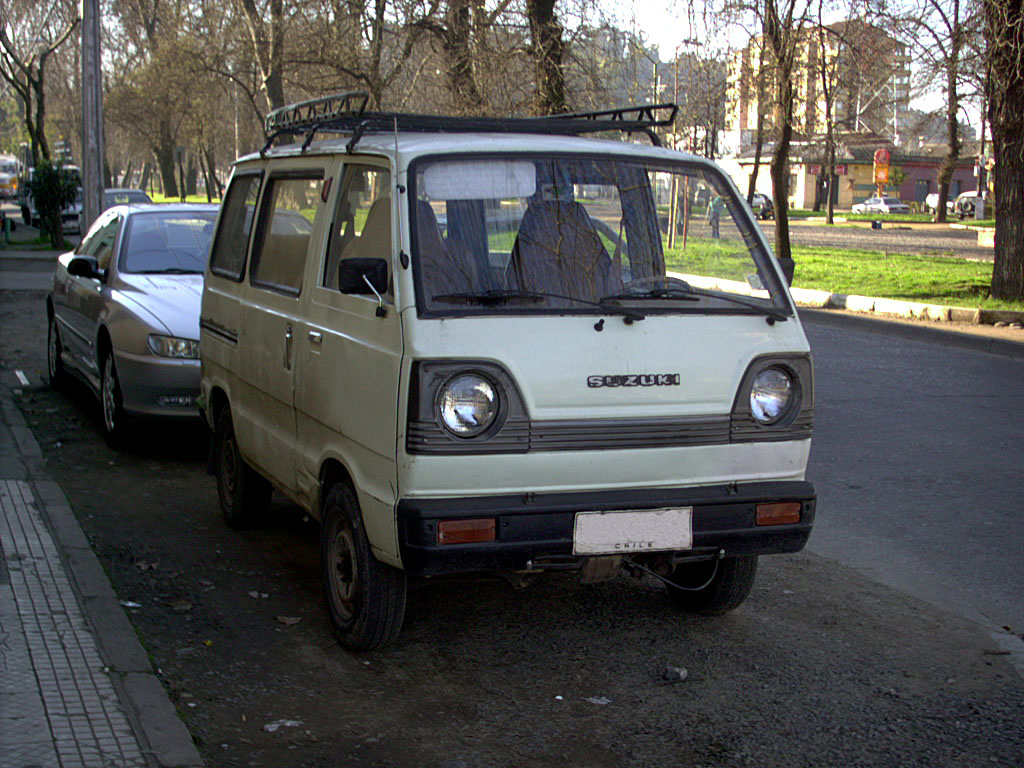
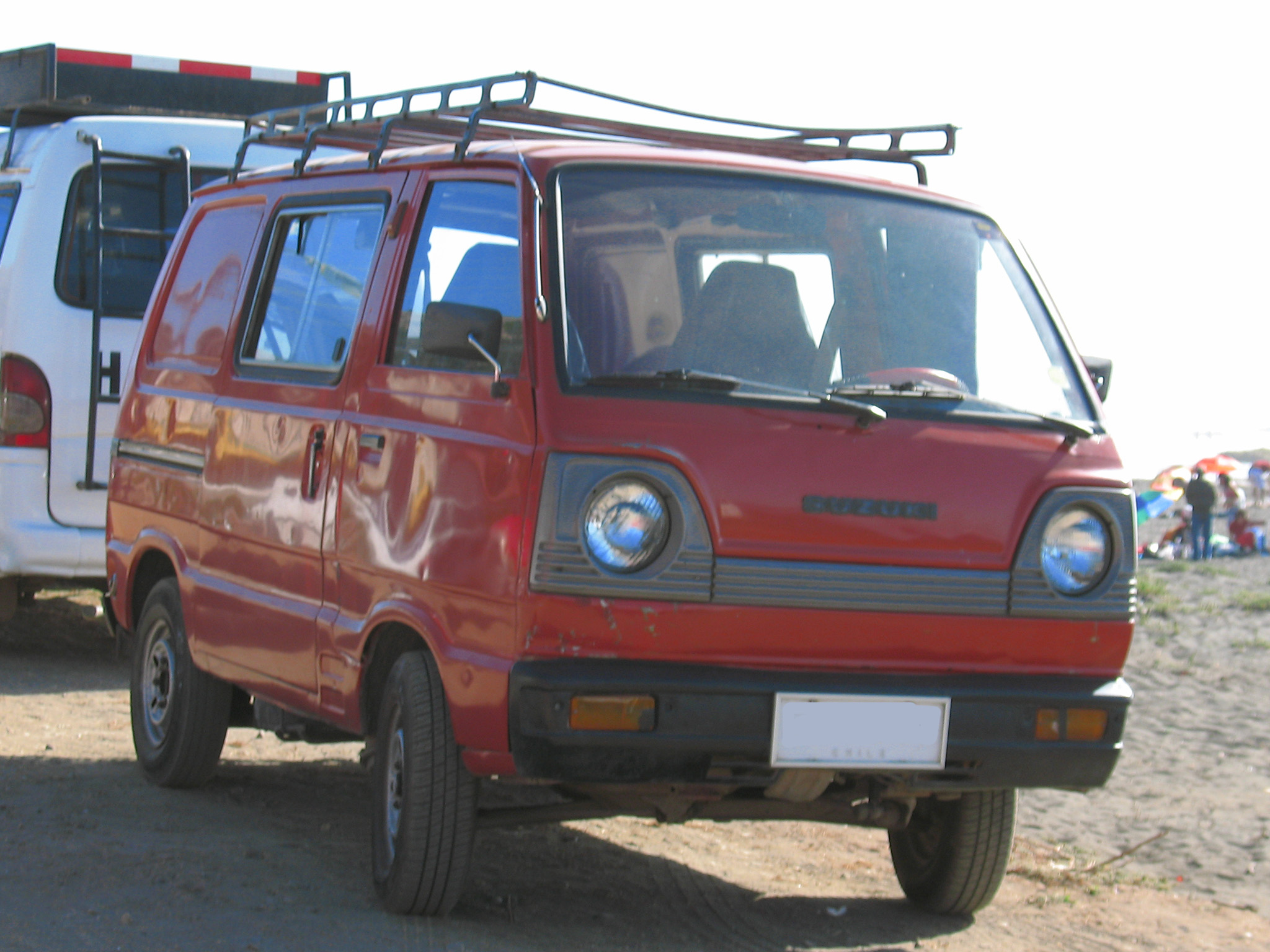

#### 中國一汽吉林吉林牌JL110型
1981年3月吉林市機械工業局所屬的幾家地方機械廠共同引進鈴木技術，並試製出微型汽車JL110型。1983年間陸續更名為吉林微型汽車廠、吉林市汽車工業公司、吉林市汽車工業總公司等，並推出JL110C型。此款車以ST20型之車身底盤為基礎，車頭設計卻沿襲ST30/40型的樣貌。動力來源為鈴木提供的796c.c.水冷式直列三缸SOHC F8B型引擎或者東安DA462型（以797c.c.直列四缸SOHC F8A型引擎為底本而仿製）等二種。1986年吉林市汽車工業總公司併入中國第一汽車集團，翌年更名為第一汽車製造廠吉林輕型車廠，並陸續推出JL110G型等衍生車款。

#### 中國哈飛松花江牌WJ110/WJ111型

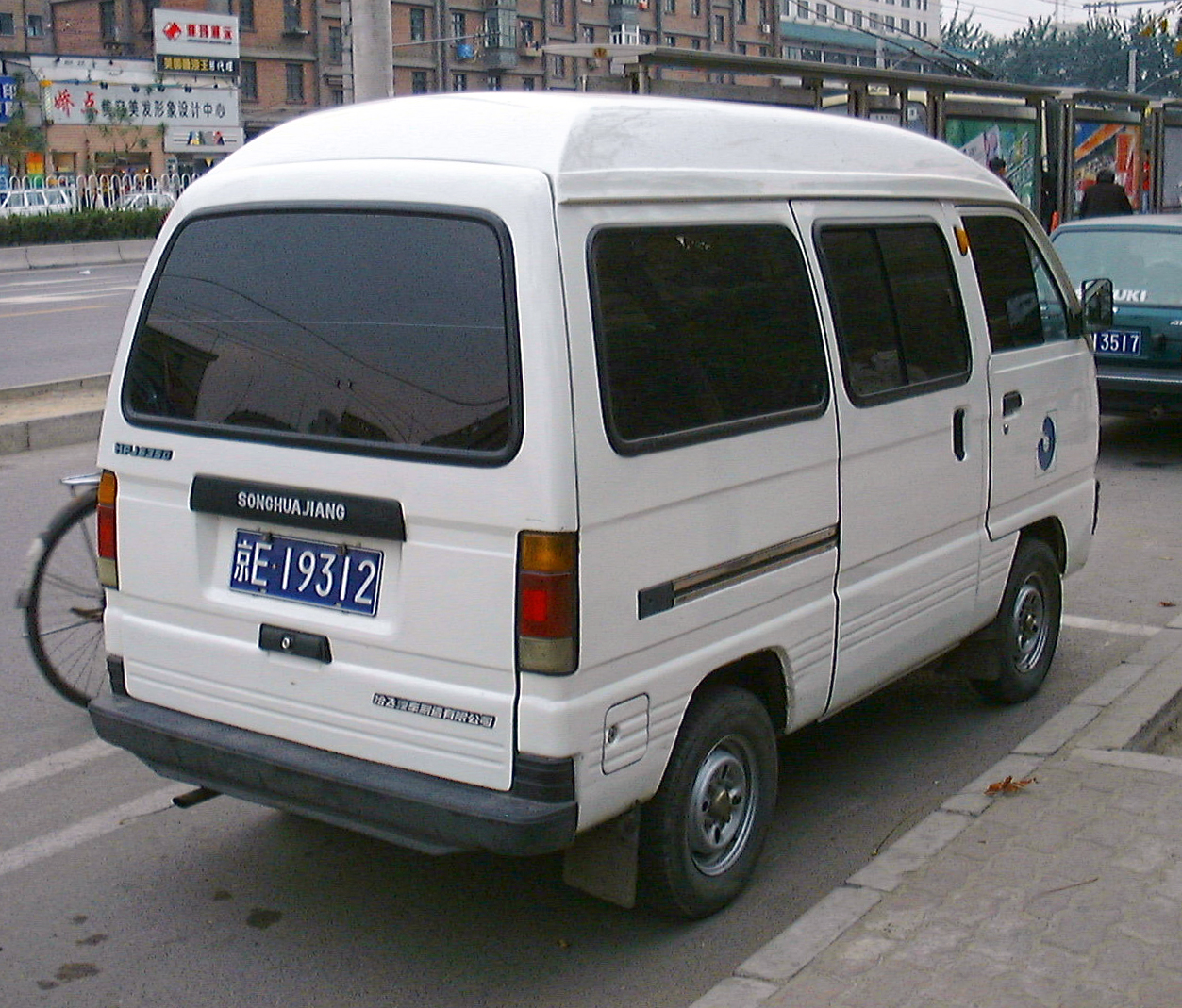
哈飛松花江HFJ6350

簡稱為「哈飛」的哈爾濱飛機製造公司（哈爾濱飛機工業集團前身）在1980年代開始和鈴木合作，1986年推出「松花江牌WJ110型」微型汽車。此車款以ST30型為基礎，修改車頭造型，搭載以797c.c.直列四缸SOHC F8A型引擎為底本重製的DA462型引擎，配合四速手排變速箱可輸出最大馬力35ps / 5,500rpm、最大扭力52.5N·m / 3,500rpm。1987年又自行開發出四門雙排座位的WJ111型車款、稍後又出現加長貨廂WJ110D型車款，這些車型連鈴木原廠都沒有。

#### 中國長安長安SC1011型
1981年長安汽車以鈴木ST90K型為基礎而開發，1984年11月第一批車正式出廠，陸續發展出SC1011/1011C/1011C1單排座單廂麵包車、SC1011A/1011A1/1011B雙排座雙廂麵包車、SC6320/6331微型客車、SC1010/SC1010X郵政專用車或公安專用車等車款。

#### 巴基斯坦鈴木Bolan/Ravi
1979年起巴基斯坦巴基鈴木公司經過原廠授權，以ST90V型微型麵包車為藍本（也有高頂廂型車），搭載796c.c.直列三缸SOHC F8B型引擎。搭配四速手排變速箱及三國DIDS 2430型化油器，可輸出最大馬力29.5kW / 5,500rpm、扭力峰值59N·m / 3,000rpm，極速可達120km/hr。其中微型麵包車稱為Bolan，皮卡貨車則稱作Ravi。

#### 馬魯蒂Omni

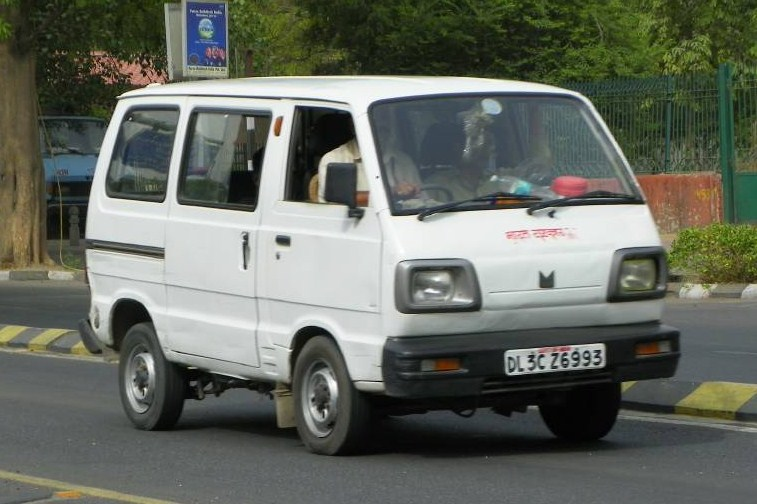
馬魯蒂Omni

1981年鈴木與印度國營企業合資建立馬魯蒂·烏德酉葛公司，1983年以第五代鈴木Fronte為基礎而推出馬魯蒂800，1985年則推出第二個車款「馬魯蒂Van」。同樣搭載796c.c.水冷式直列三缸SOHC F8B型引擎，搭配四速手排變速系統。1988年更名為「馬魯蒂Omni」，並實施小改款。1996年推出八人座的Omni E車型，1999年發售高頂車身的Omni XL車型。2003年原廠獲得印度道路交通管理當局批准，推出LPG套件，可搭配原有F8B型引擎使用，以提高燃油經濟性；2004年更推出使用LPG為燃料的Omni Cargo LPG車型。另外還有救護車Omni Ambulance車型，獲得許多地方醫院採用。

#### 印尼鈴木Carry / Super Carry

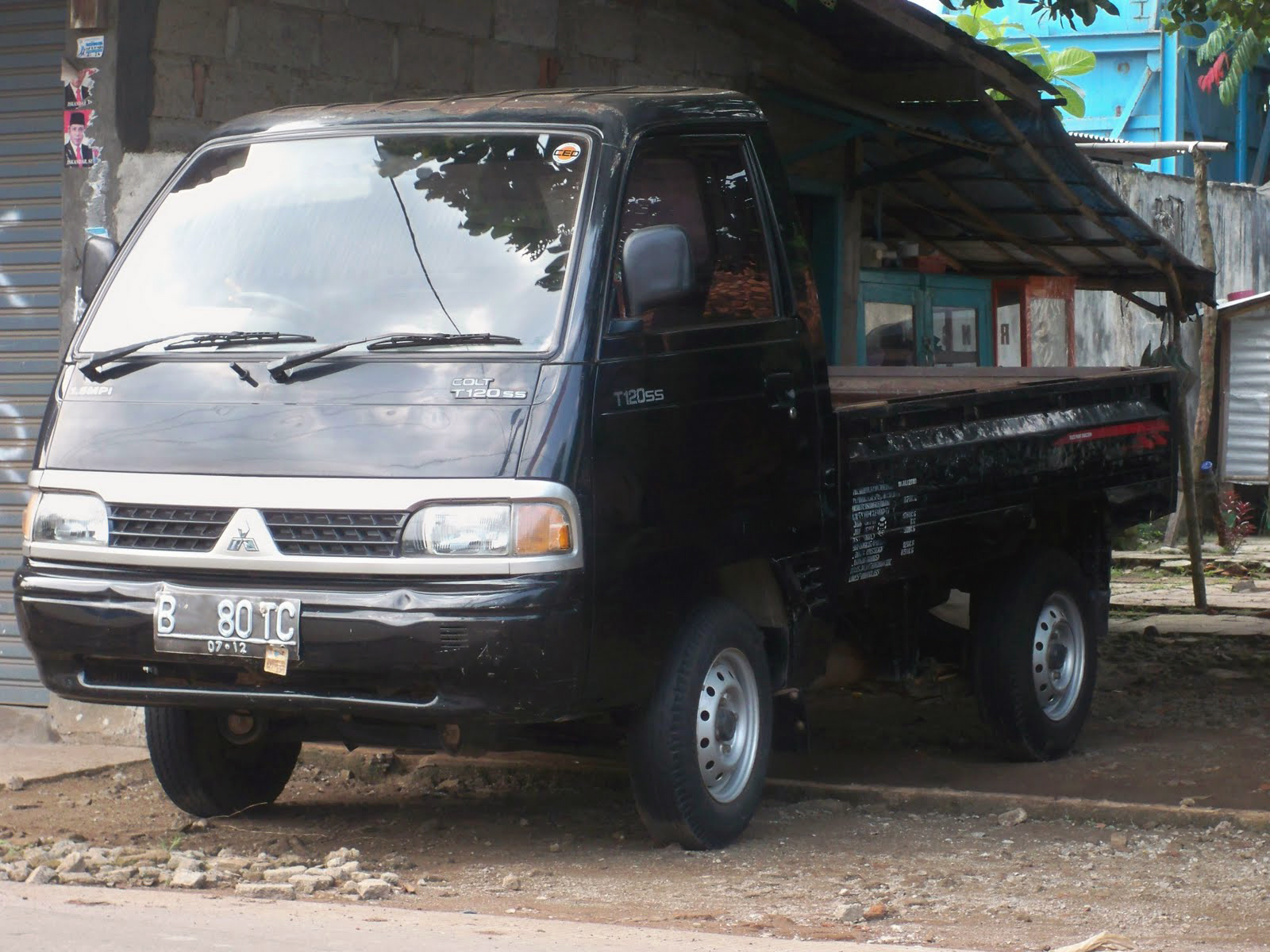
三菱Colt T120SS

1982年起印尼鈴木汽車引進第六代Carry ST100型，1991年小改款時擴大車身尺碼。1986年基於第八代Carry修改成車長3,875mm、車寬1,570mm、軸距1,970mm的「鈴木Carry Futura」，動力心臟也從原先1.3L G13A型，至1994年改換1.5L G15A型。此外為了接續三菱Delica及三菱Jetstar（以三菱Minicab為本而修改開發），1991年起Carry Futura也換牌成「三菱Colt T120SS」，但是動力心臟卻是三菱汽車自製，包括1.3L直列四缸SOHC 4G17型（化油器）、1.5L直列四缸DOHC 4G15型（燃油噴射）等。前者可輸出最大馬力78ps / 6,000rpm，後者則是86ps / 5,750rpm。車型方面可分成純車架、車斗柵欄一方開啟或三方開啟等三種，其中純車架通常由車體製造廠購入打造成印尼語名為「Angkot」的微型巴士、出租車等。

#### 臺灣福特好幫手Pronto/P-RZ
1974年臺灣福特六和汽車曾自菲律賓引進發售福特利大商用車，不過因為配備太陽春、售價高於日系商用車，嚴重滯銷的情況下黯然退出市場。1980年代眼見中華百利（原型車為第三代三菱Minicab）、三富小霸王（原型車為第三代速霸陸Sambar）寡占輕型商用車市場，福特六和遂找上了未曾合作過的鈴木汽車，以搭載797c.c.直列四缸SOHC F8A型引擎的ST90型為藍本，並委託澳洲一家獨立汽車設計工作室重新打造車頭造型，1985年以「福特好幫手800」之名上市。後來1998年鈴木汽車成為美國汽車巨擘通用汽車旗下一員，雙方的合作關係仍持續下去。
1992年實施大改款，改換970c.c.直列四缸SOHC F10A型引擎搭配Pronto-2Q（平頂）、Pronto-8Q（高頂）型五速手排變速箱，後來1994、1998年各實施一次小改款。1999年12月11日第二度大改款，換成993c.c.直列四缸SOHC G10B型引擎搭配五速手排或是三速自排變速箱，並從化油器改成使用電子燃油噴射系統，使得最大馬力來到66hp / 6,500rpm、最大扭力7.8kg·m ／ 3,000rpm。第三代好幫手首度導入全時四輪驅動，並新增EPS電子輔助轉向系統。直到2007年因G10B型引擎無法通過當地第四期汽機車廢氣排放標準，第三代Pronto/P-RZ才停產。

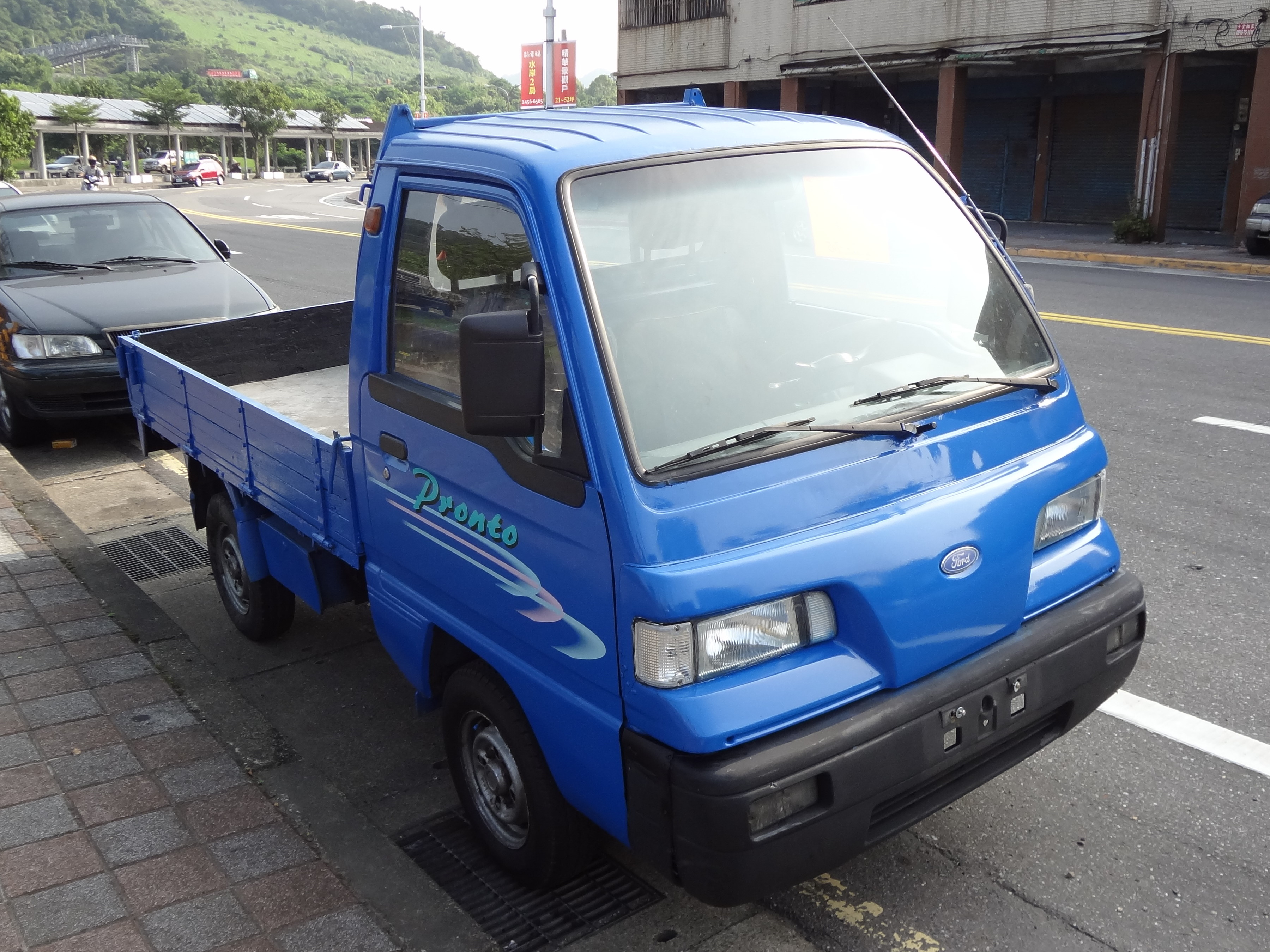
1992年Pronto卡車
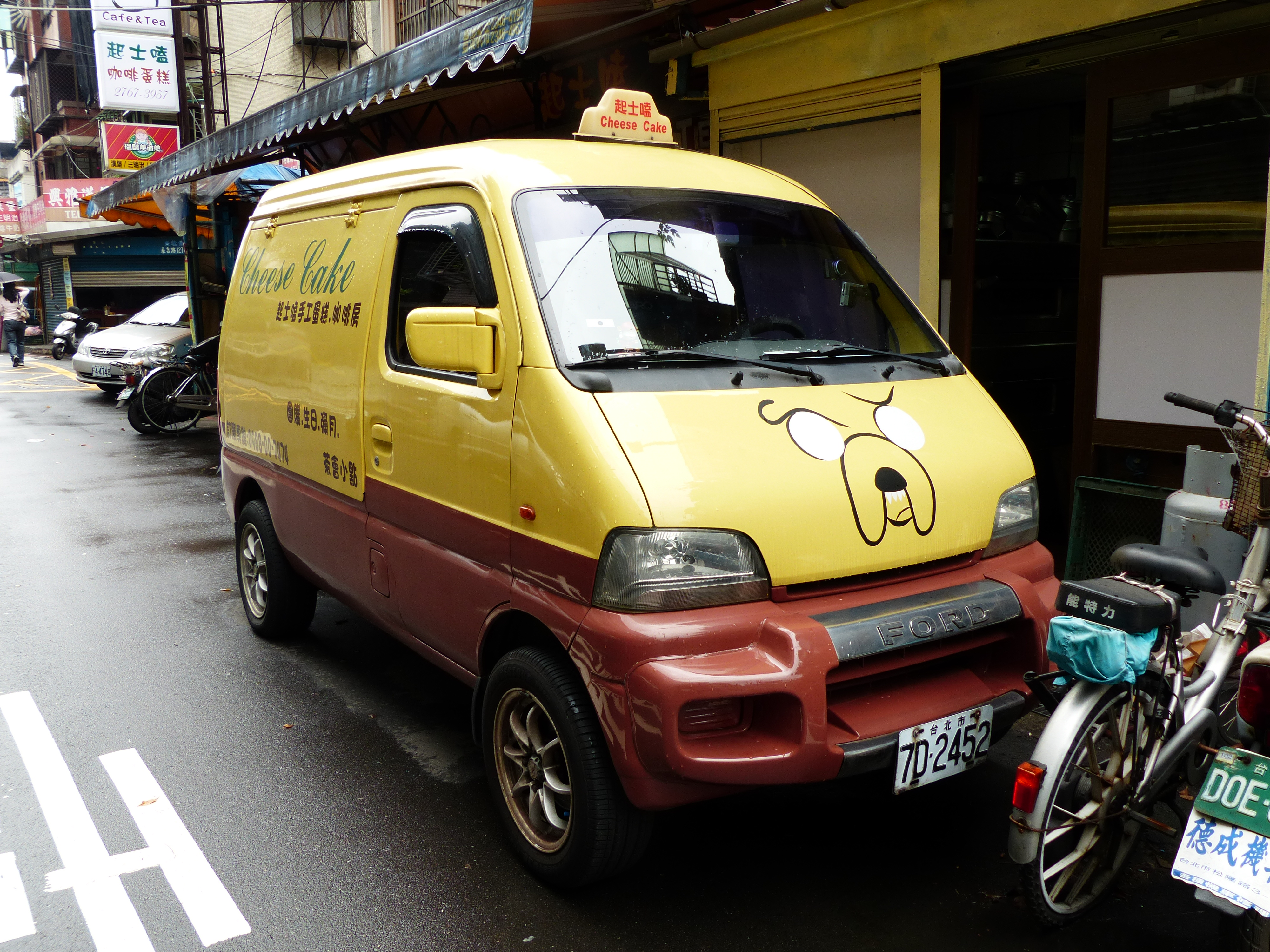
1999年Pronto廂型車

### 第八代DA71T/DB71T/DA81T/DA41T/DB41T/DA51T/DB51T系（1985年-1991年）
1985年 - 5月大改款的第八代Carry DA71T/DB71T/DA81T型在日本上市，其中DA71T/DB71T使用543c.c.直列三缸SOHC F5A型引擎，DB71T型為四輪驅動；DA81T型乃搭載539c.c.直列三缸水冷式二衝程LJ50型引擎，續產至1986年7月為止。頂級2WD或4WD車型的「KC（標準車頂）」或「MC（高頂）」等二種車型將前輪碟煞納入標準配備。
外銷版叫做「鈴木Super Carry」，原本搭載970c.c.直列四缸SOHC F10A型引擎，後來部份市場則改換成跟鈴木Samurai一樣的1.3L直列四缸SOHC G13A型引擎。在許多歐洲國家，此款車更名為「Rascal」，但以貝德福德、佛賀、GME（General Motor Europe〔通用汽車歐洲分公司〕之縮寫）等品牌。這些換過牌的兄弟車都在GME的英國盧頓工廠組裝生產，以規避日本汽車工業協會的自願出口限額制。澳洲市場則是鈴木Super Carry和霍頓Scurry雙品牌並行，但後者沒有皮卡貨車車型。
1986年 - 7月首度小改款，搭載LJ50型引擎的DA81T型不再供應，4WD部分車型將LSD限滑差速器、五速手排變速箱、空調系統等納入標準配備。
1987年 - 6月再次小改款，改換547c.c.直列三缸SOHC F5B型渦輪增壓引擎，可輸出最大馬力58hp / 6,500rpm、扭力峰值7.4kg·m / 4,000rpm。
1989年 - 5月實行小改款（DA41T型二輪驅動/DB41T型四輪驅動），大幅更動車頭造型，入門車型則使用圓形頭燈。動力來源改為547c.c.直列三缸SOHC F5B型引擎，但仍維持F5B型渦輪增壓引擎；所有4WD車型將前輪碟煞納入標準配備。同年6月，兄弟車馬自達Scrum亦上市。
1990年 - 3月又發表改變車頭造型的小改款（DA51T型二輪驅動/DB51T型四輪驅動），其中全車系將頭燈改成圓形，而且動力心臟改為657c.c.水冷式直列三缸SOHC F6A型引擎，同時廢止渦輪增壓版車型。因應輕型車規範的變更，加大前保桿的長度。
1991年 - 3月第5度小改款，自然進氣版的F6A型引擎馬力從38ps提高至42ps，全4WD車型將自動自由輪轂（auto free wheel hub）列為標準配備。

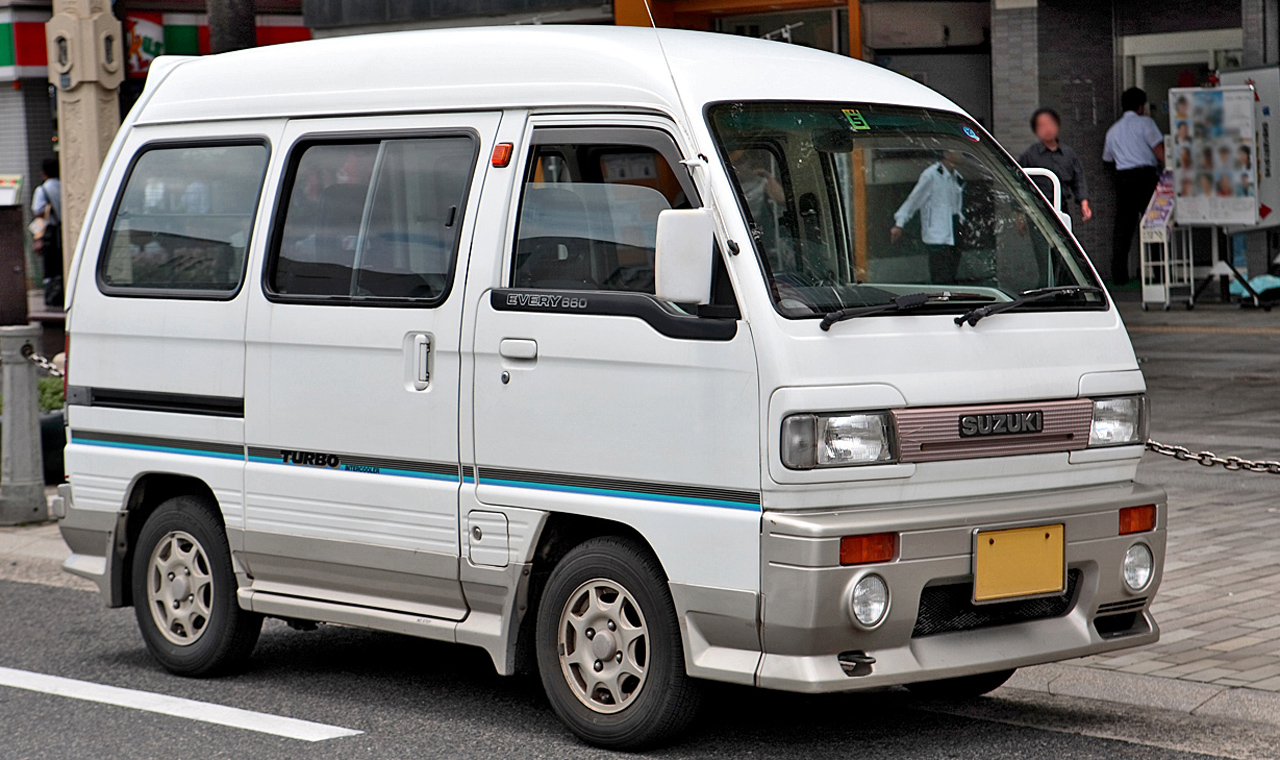
DA51V型車頭
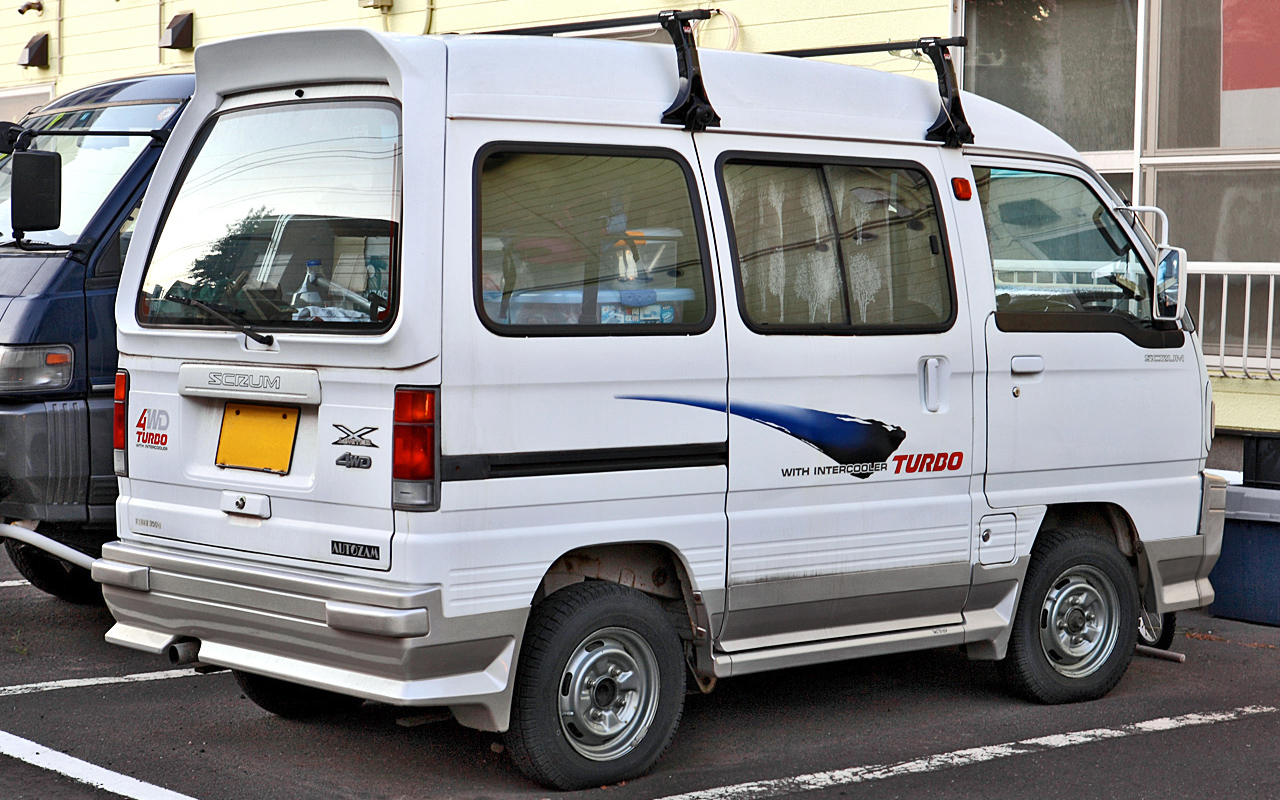
Autozam Scrum車尾
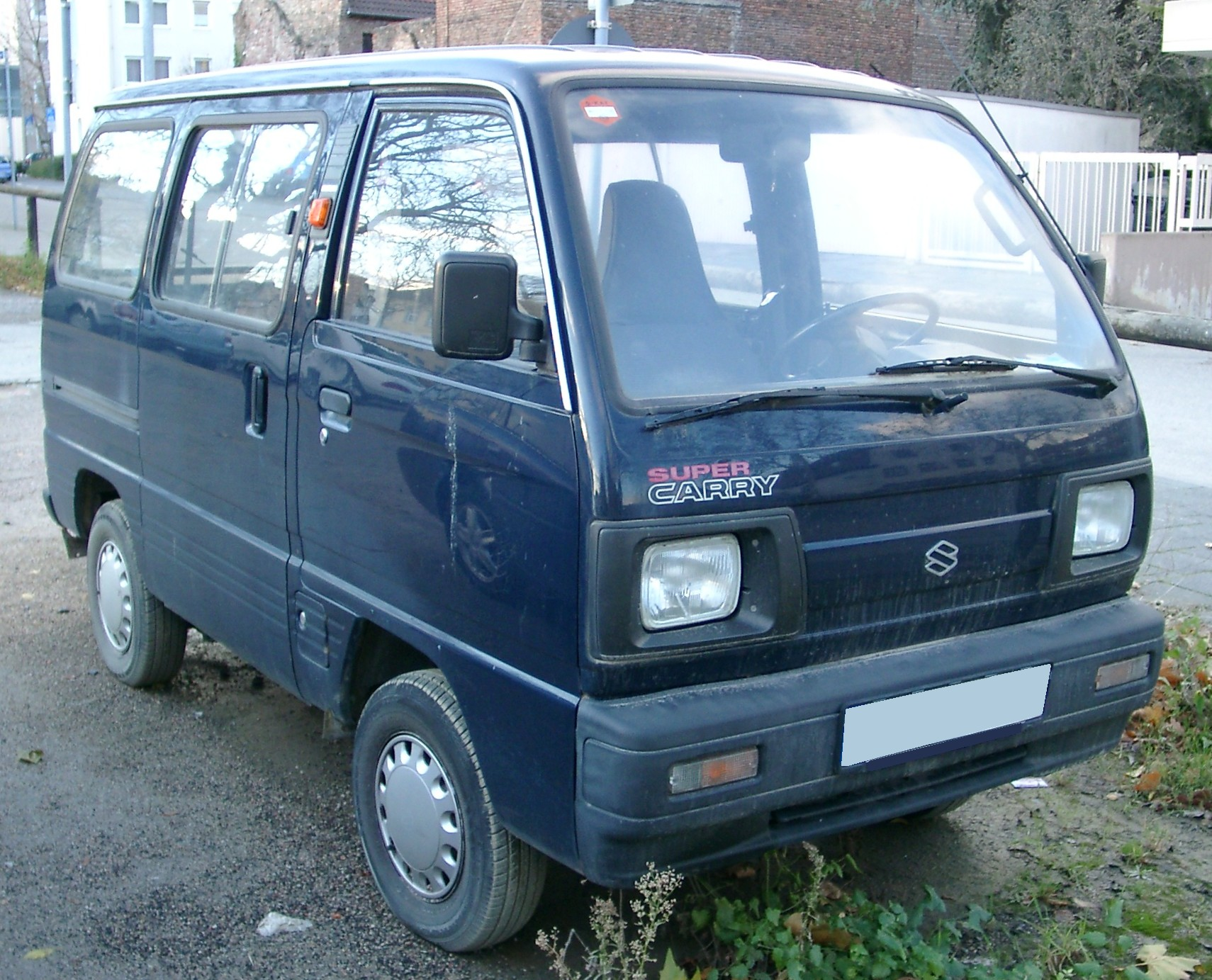
歐規Super Carry
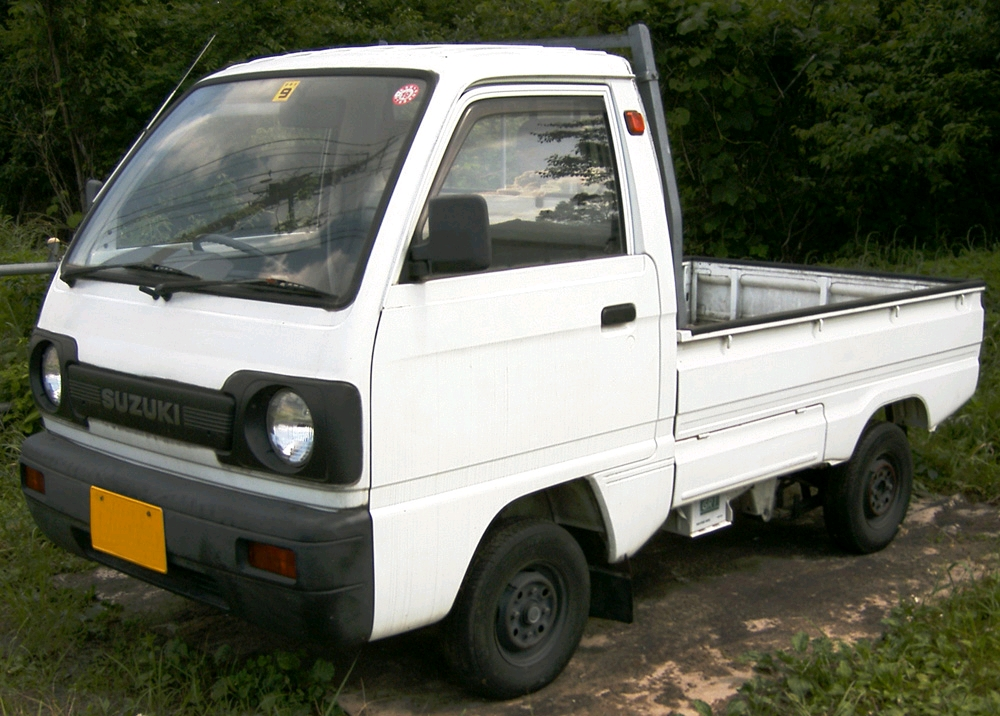
DA51T型車頭
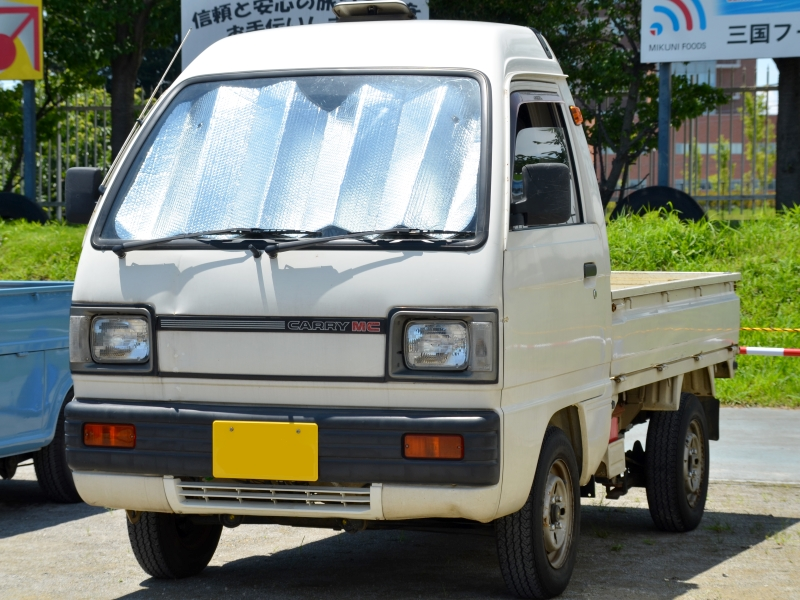
DA71T型車頭

#### 百福/佛賀/GME Rascal
1986年 - 4月開始在通用汽車歐洲分公司（General Motor Europe，以下稱GME）盧頓工廠組裝製造「百福Rascal」和「鈴木Super Carry」，而這家盧頓工廠乃是通用與鈴木合資成立。在鈴木很少販售或者百福、佛賀並不出名的某些歐洲國家，則使用「GME Rascal」之名。廂型車由鄰近佛賀（通用在英國使用的轎車品牌）主廠的IBC汽車盧頓工廠打造，鈴木Super Carry則就近供應歐洲市場。分辨「百福Rascal」和「鈴木Super Carry」的方式來自其車頭：前者是一條黑色塑料水箱罩嵌入「Bedford」字樣，後者則是兩個分離的塑料框頭燈。
1990年 - 由於通用汽車不再使用百福的品牌，6月換牌成佛賀Rascal，其他車系像Astravan、Astramax、Midi、KB等也冠上佛賀的品牌。
1993年 - 佛賀Rascal和GME Rascal的生產轉回日本，直到1999年停產。

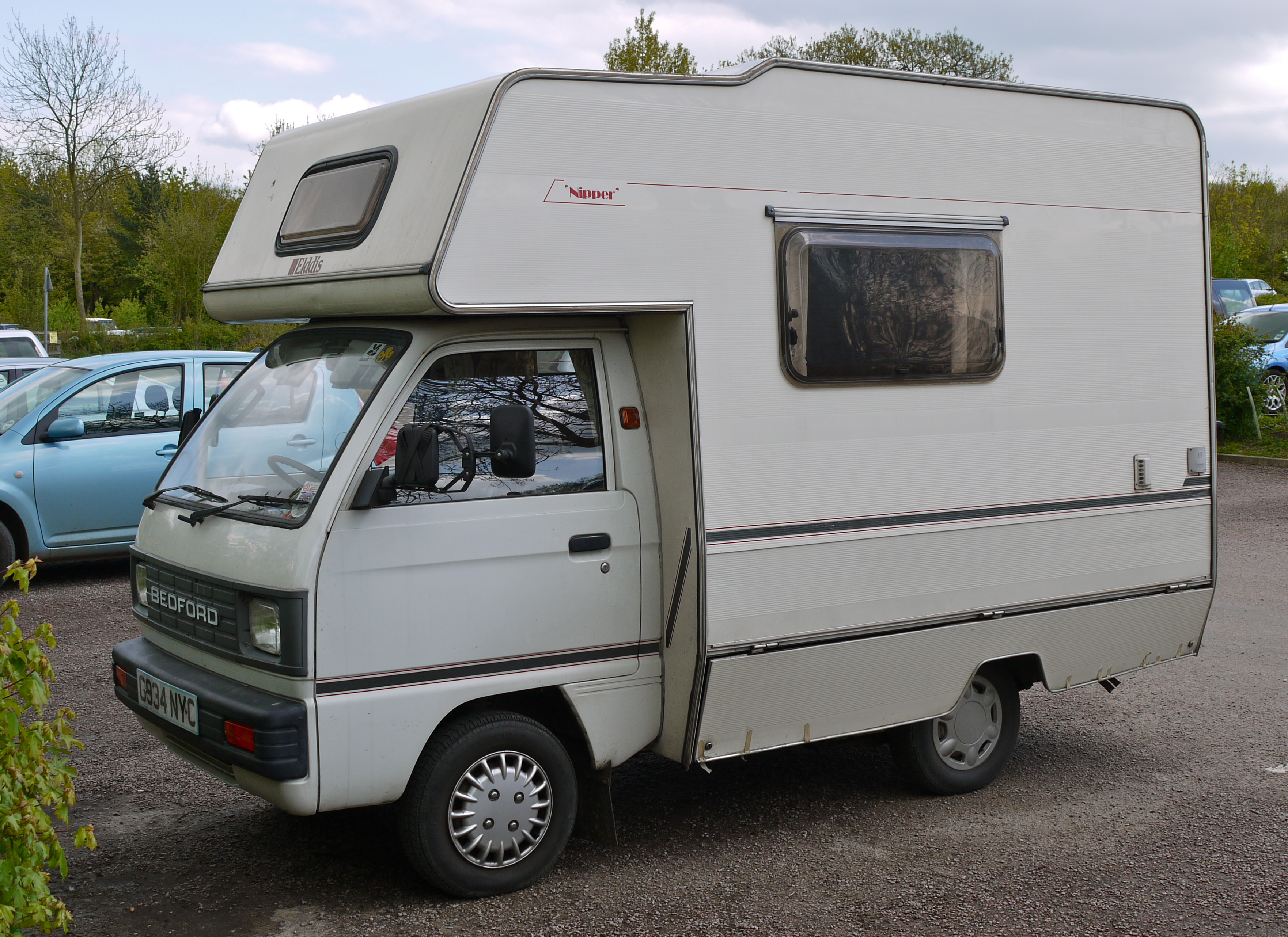
改裝成露營車
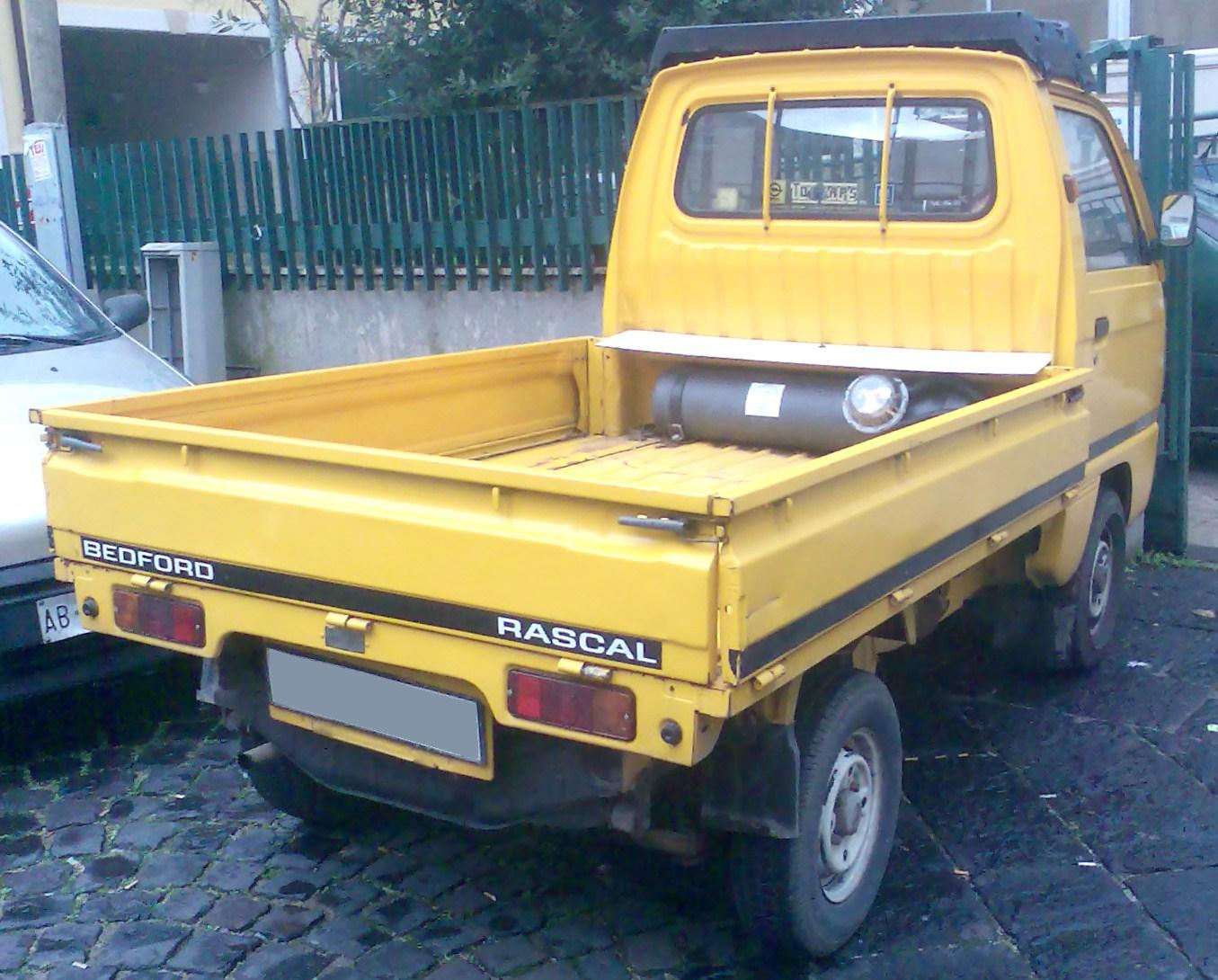
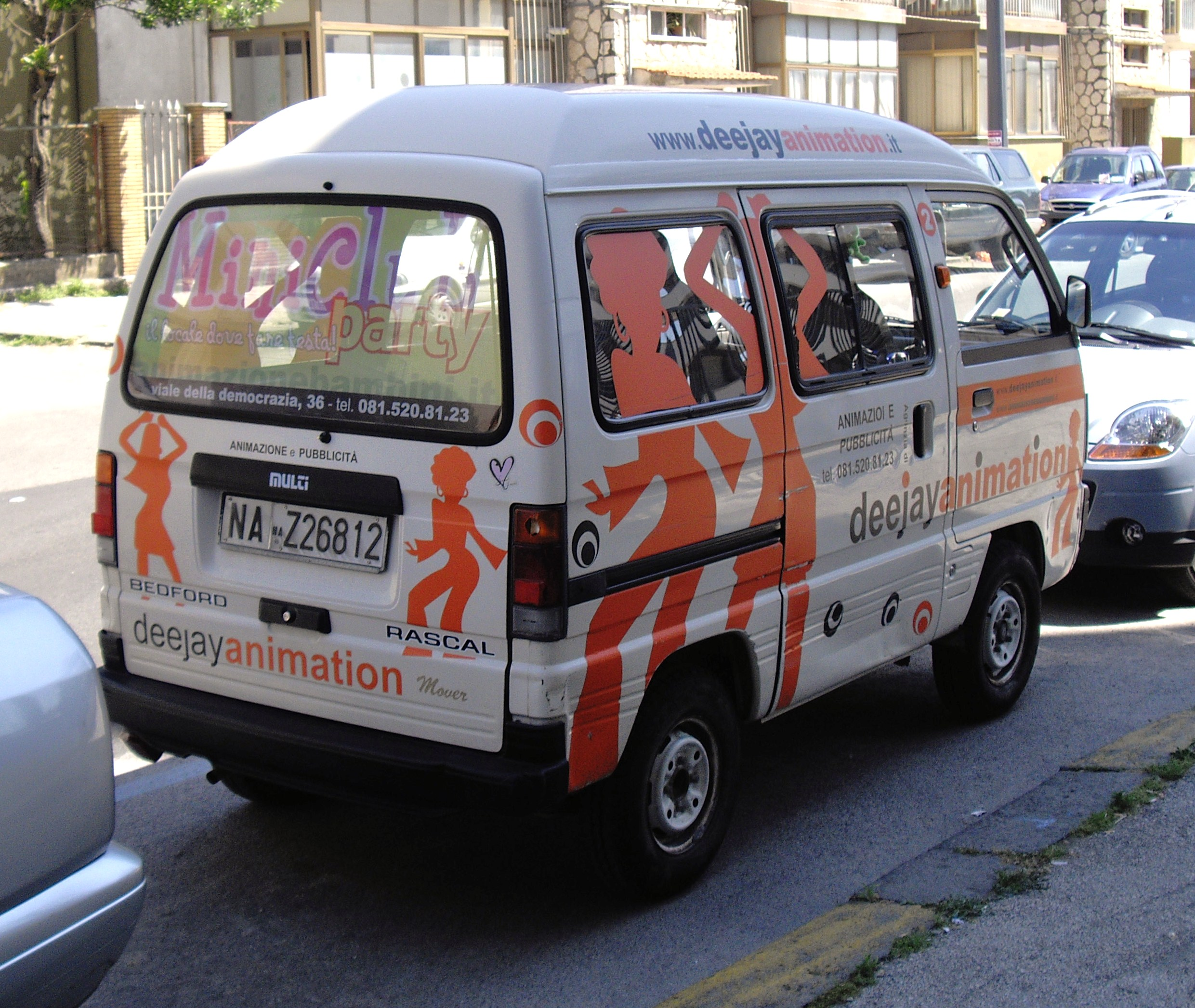
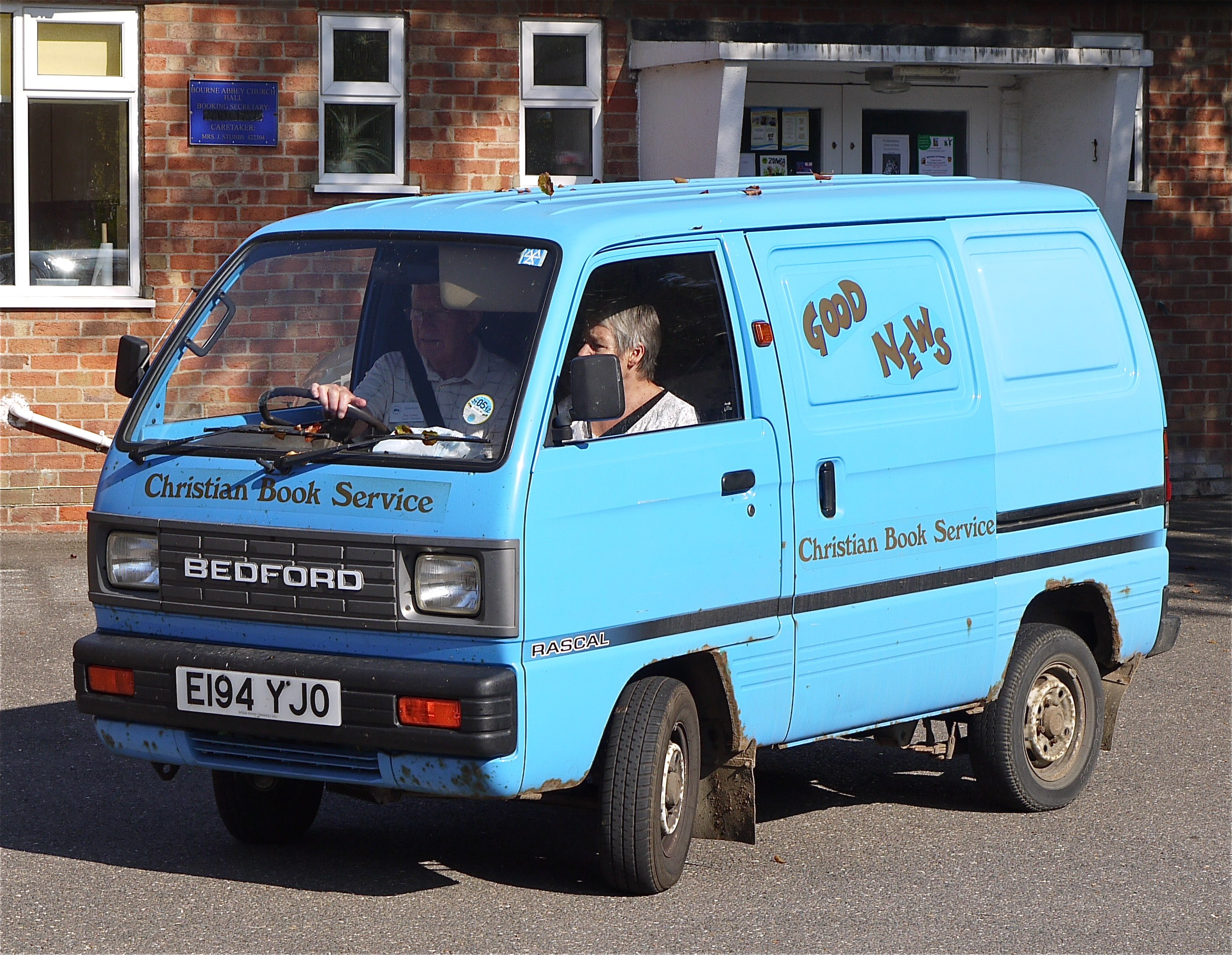
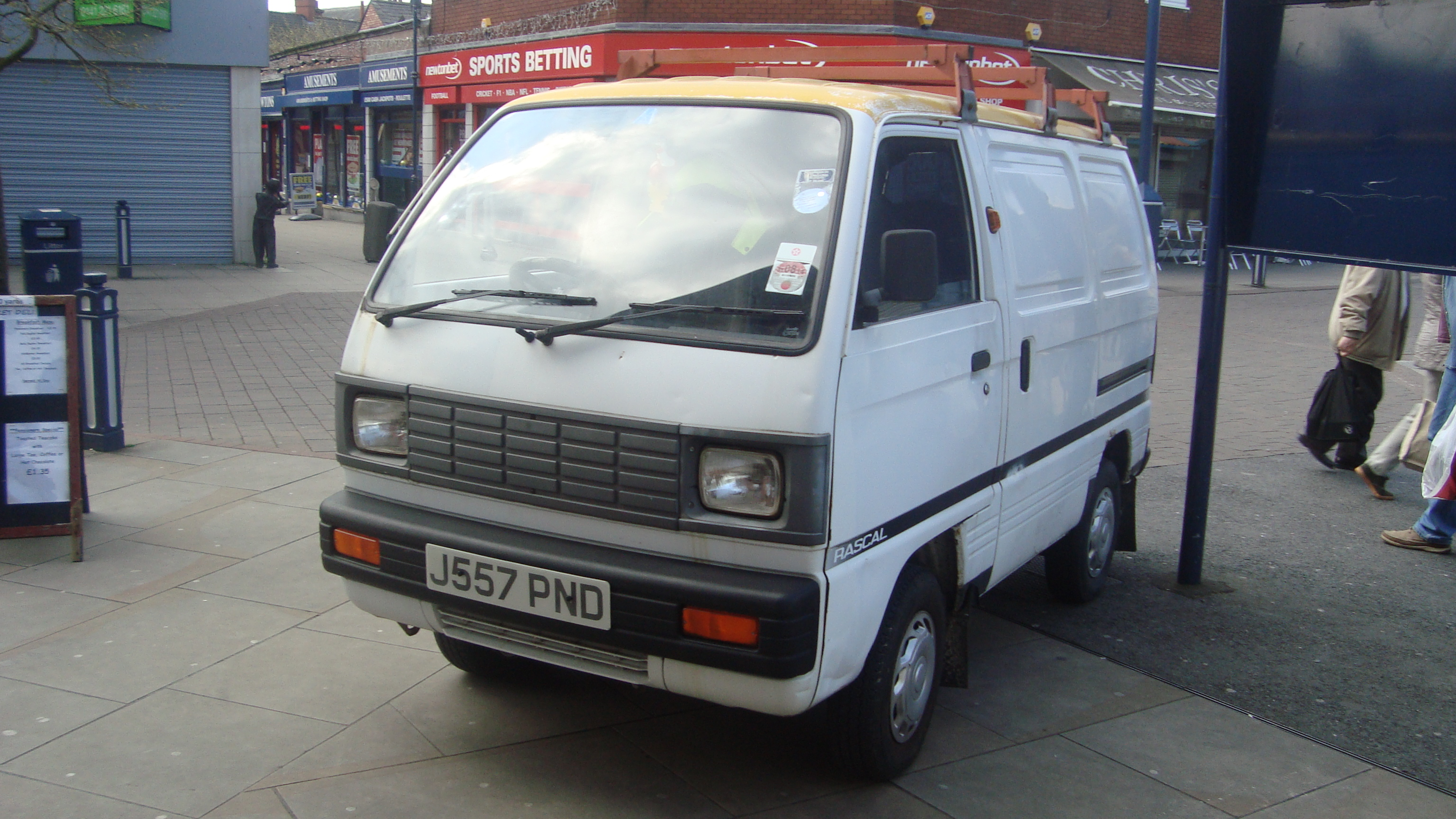
兄弟車佛賀Rascal
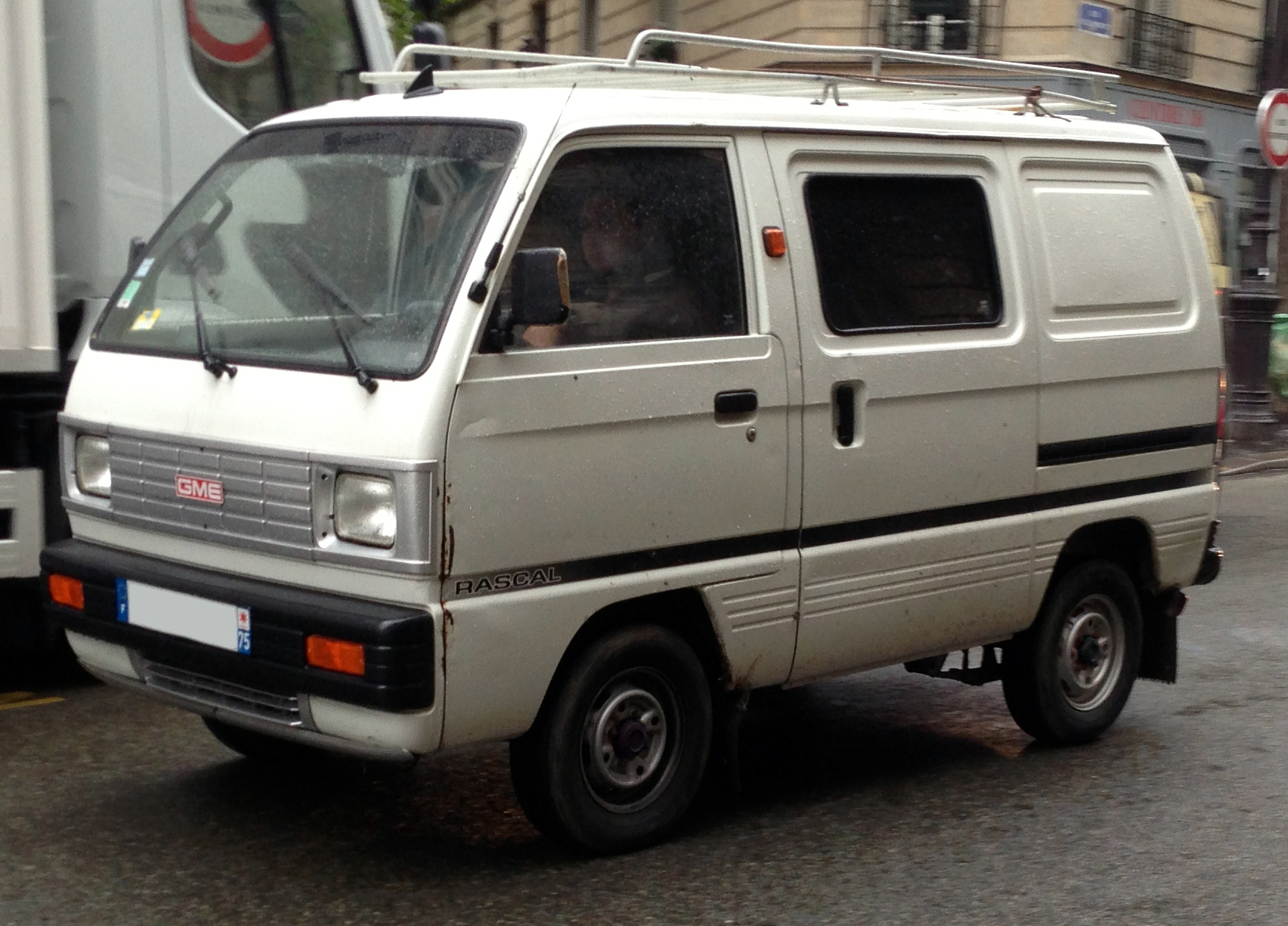
兄弟車GME Rascal

#### 大宇Damas / Labo / Attivo
1991年 - 大宇汽車以第八代Carry為基礎而開發大宇Damas，皮卡貨車車型則稱大宇Labo，某些國家則稱大宇Attivo。在中美洲與突尼西亞，此車款又換牌成雪佛蘭CMV（微型麵包車）或CMP（皮卡貨車）。Damas和Labo皆使用796c.c.直列三缸SOHC F8C型引擎（大宇汽車後來開發成S-TEC型引擎），配合四或五速手排變速箱。Damas的座椅變化包含2、5、7人座等三種，Labo則可選擇加掛貨廂或車斗柵欄三方開啟。Damas在烏兹别克斯坦成為大眾運輸系統的主要工具，因為數眾多導致當地民眾習慣連同梅賽德斯-賓士製的微型麵包車一起稱作「Big Damas」；而且這些Damas蘇式小巴時常擠入超過7人。此外，通用越南公司以CKD全車散件（Completely Knocked Down）方式將Damas進口至越南，然後在現地組裝成整車。
2010年 - 6月韓國市場推出LPG版。

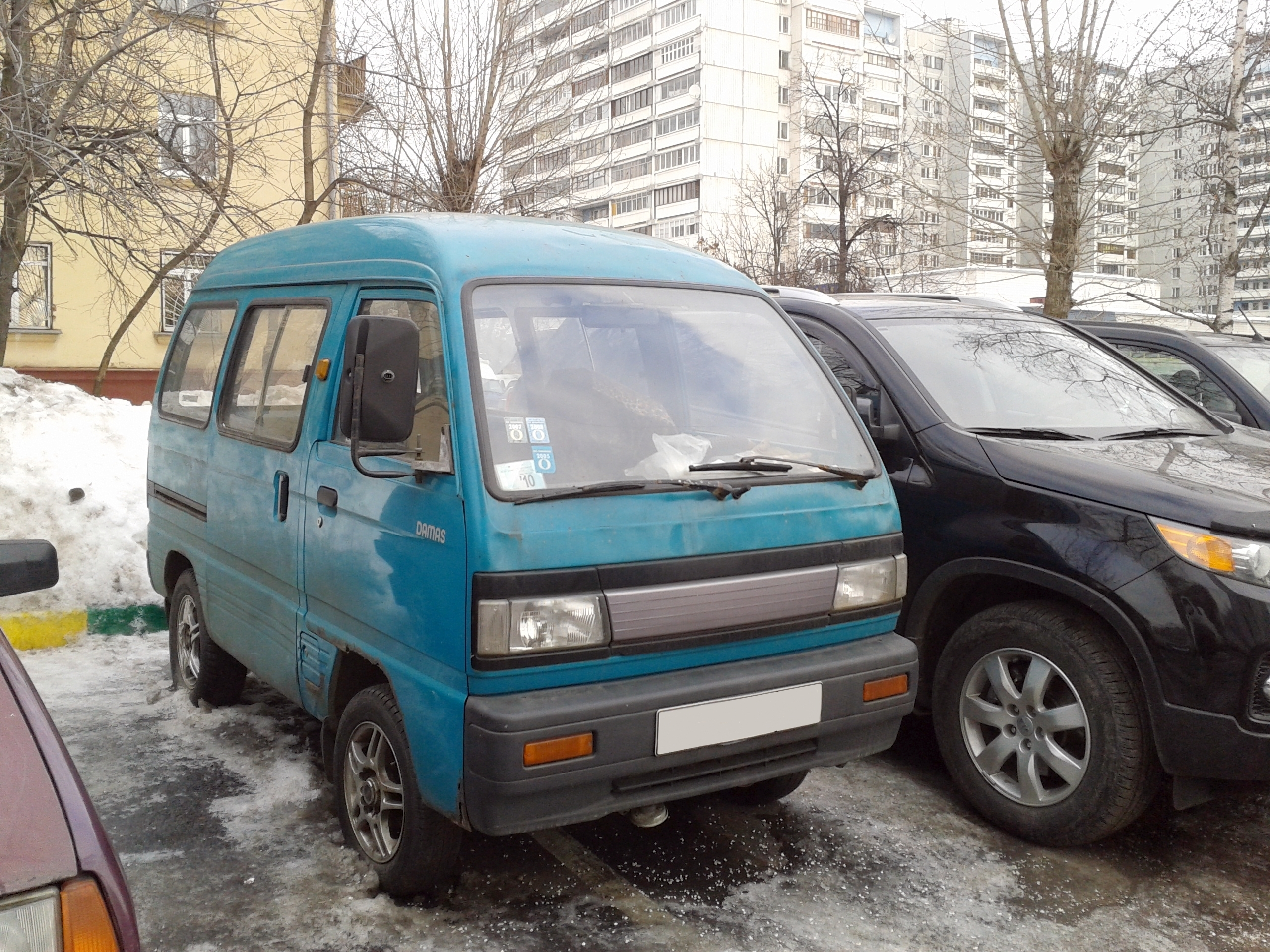
俄規第一代車頭
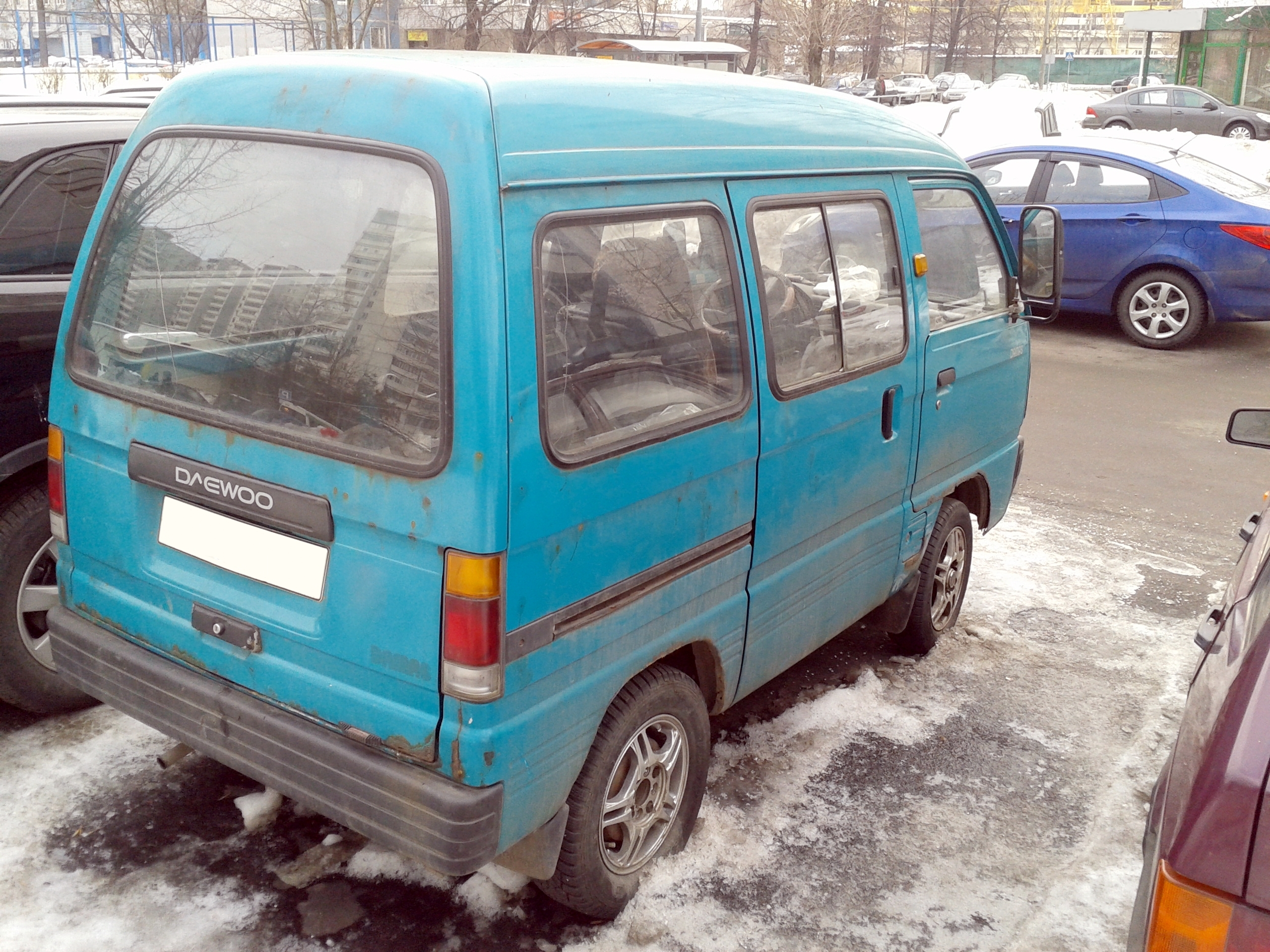
俄規第一代車尾
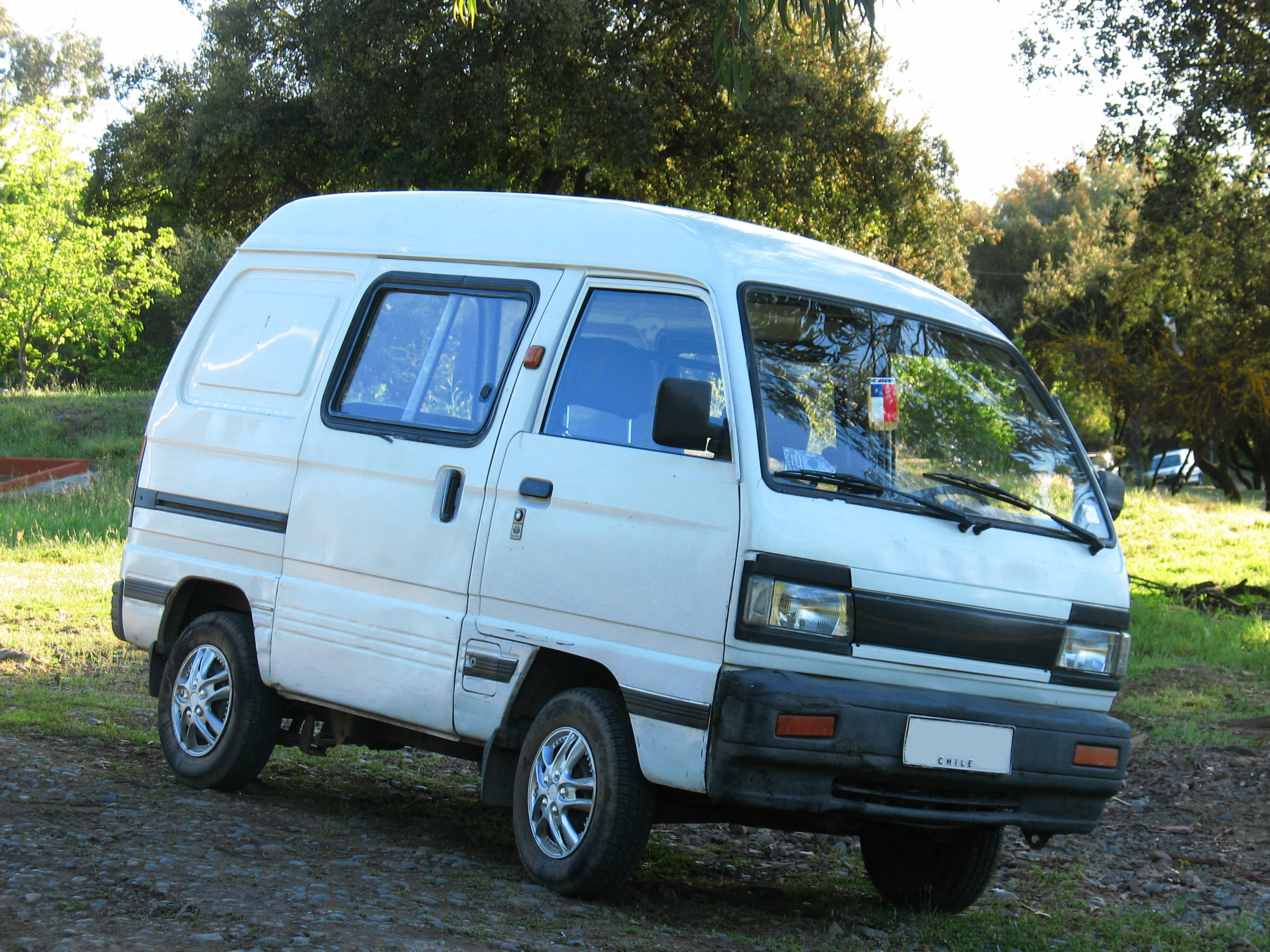
攝於智利
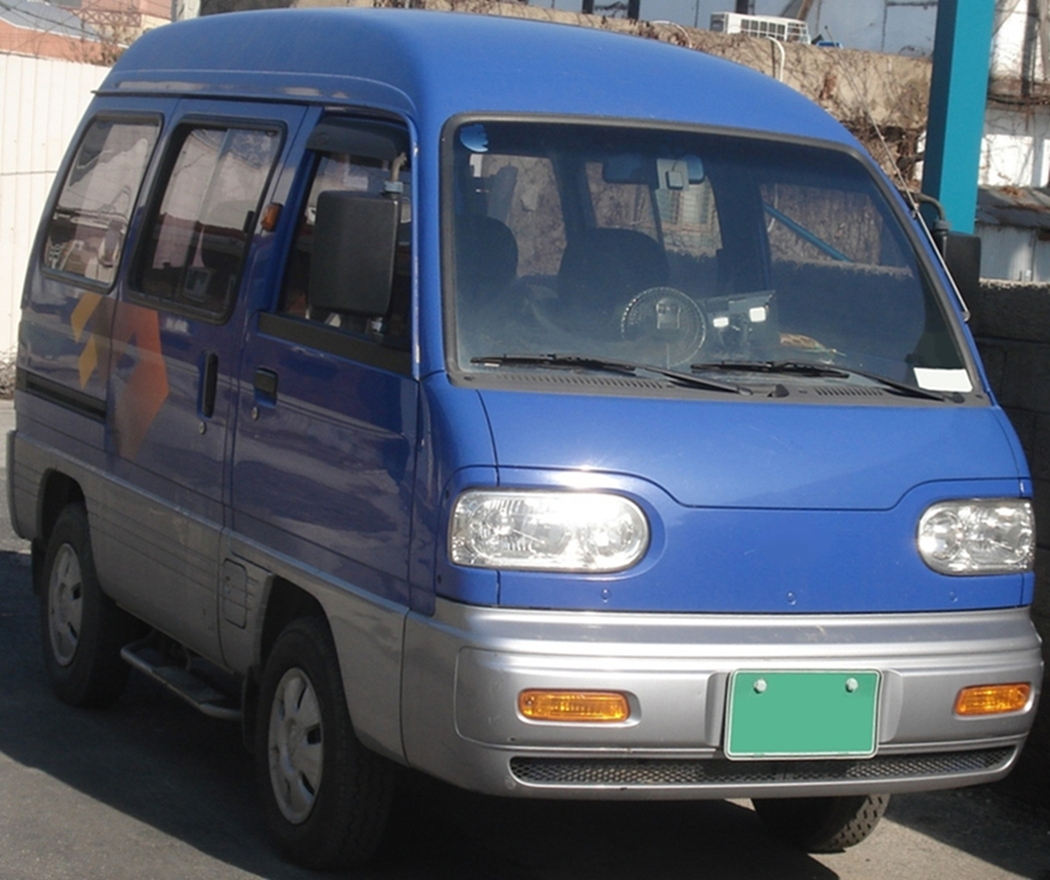
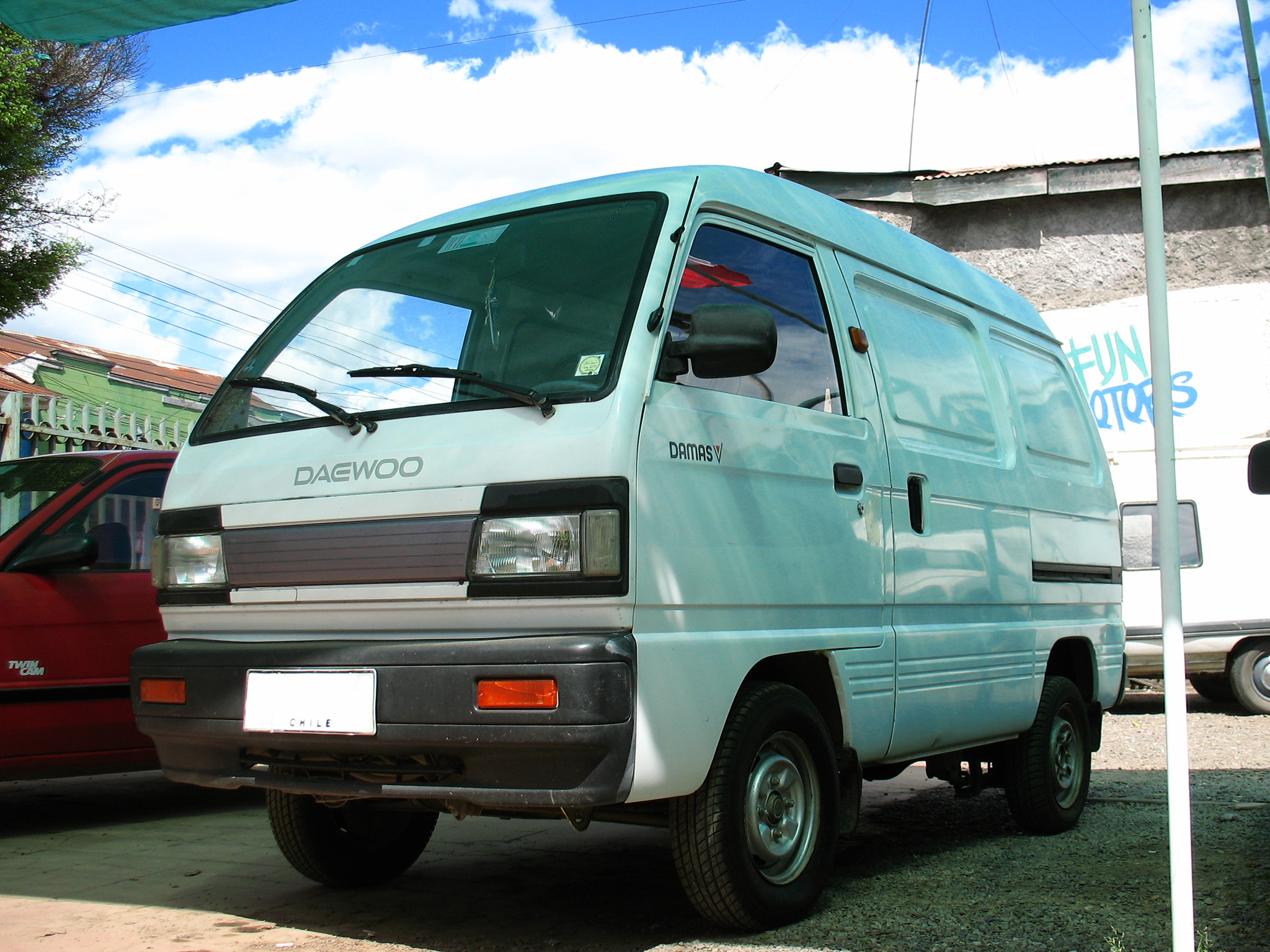
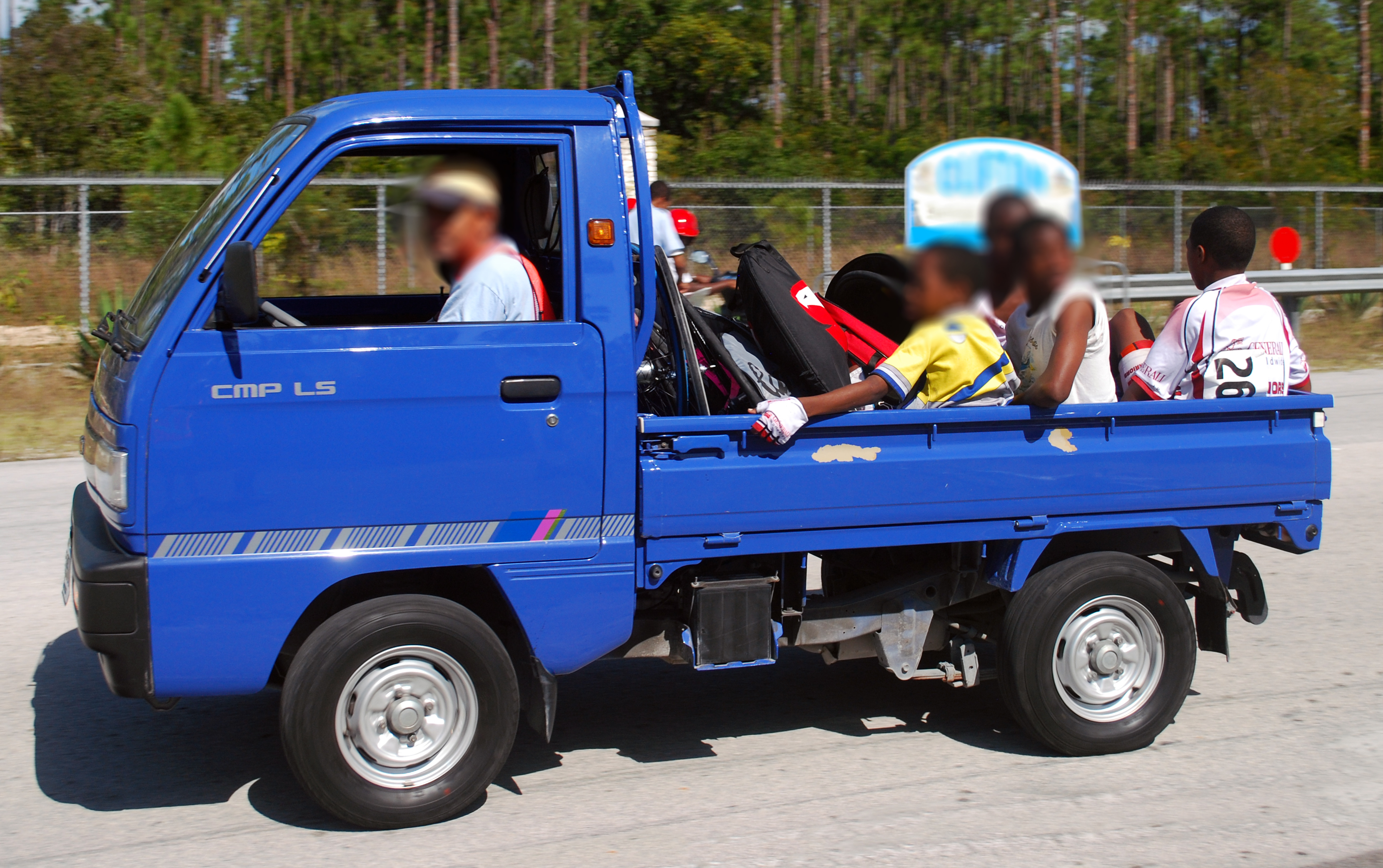
巴哈馬的雪佛蘭CMP

### 第九代DC51T/DD51T/DE51V/DF51V系（1991年-1999年）
1991年 - 9月大改款的第九代Carry正式於日本上市，由於輕型車規制改變，延長的軸距使得車廂尺碼跟著放大。依舊沿用657c.c.水冷式直列三缸SOHC F6A型引擎，皮卡貨車型的內部代號為DC51T/DD51T（前者2WD、後者4WD），廂型車則是DE51V/DF51V（前者2WD、後者4WD）。至於OEM代工的Autozam Scrum，同樣邁入第二個世代。
1993年 - 實行小改款，將車頭燈改成圓形，同時前輪碟煞列入全車系標準配備。
1995年 - 再次小改款，圓型車頭燈旁的方向燈罩從白色改成橘色，輪圈PCD從114.3mm縮小成100mm。
1997年 - 2WD和4WD的KU等級的F6A型渦輪增壓引擎改為EPI電子噴射燃油系統，但為SOHC 2汽門之設定，且沒有中冷器。
1999年 - 長安汽車推出以DE51V型為基礎而開發的「長安之星」，並於同年8月3日委託清華大學進行碰撞試驗，這是中國車壇中微型車首度的碰撞測試。

#### 安全性召回
2010年2月鈴木汽車宣布召回日本國內總數達43萬輛左右的Every和馬自達Scrum，這批車輛於1995年至1999年之間製造，因空調系統出問題，恐怕導致火燒車的意外，因此召回檢修更換。

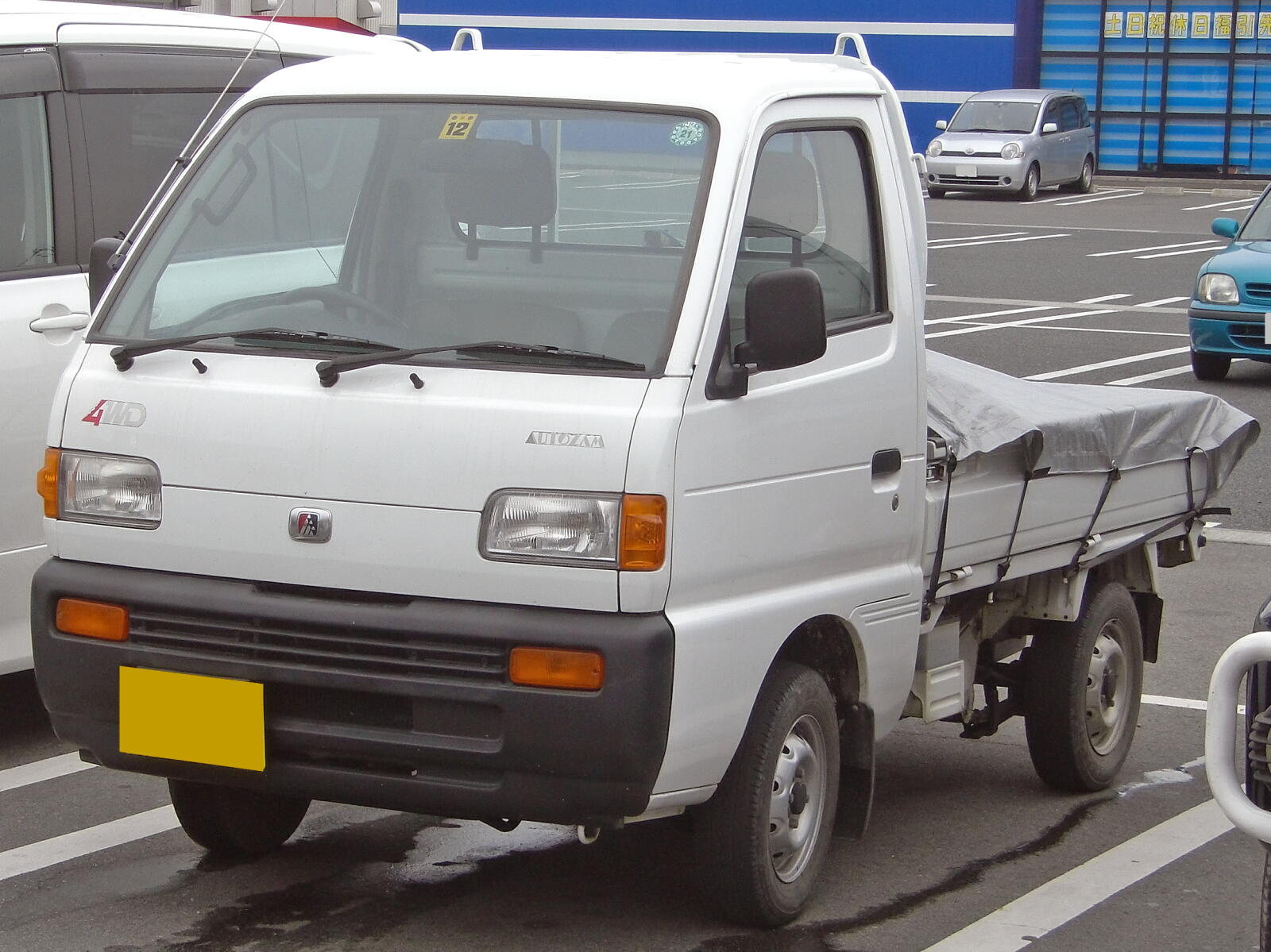
兄弟車Autozam Scrum
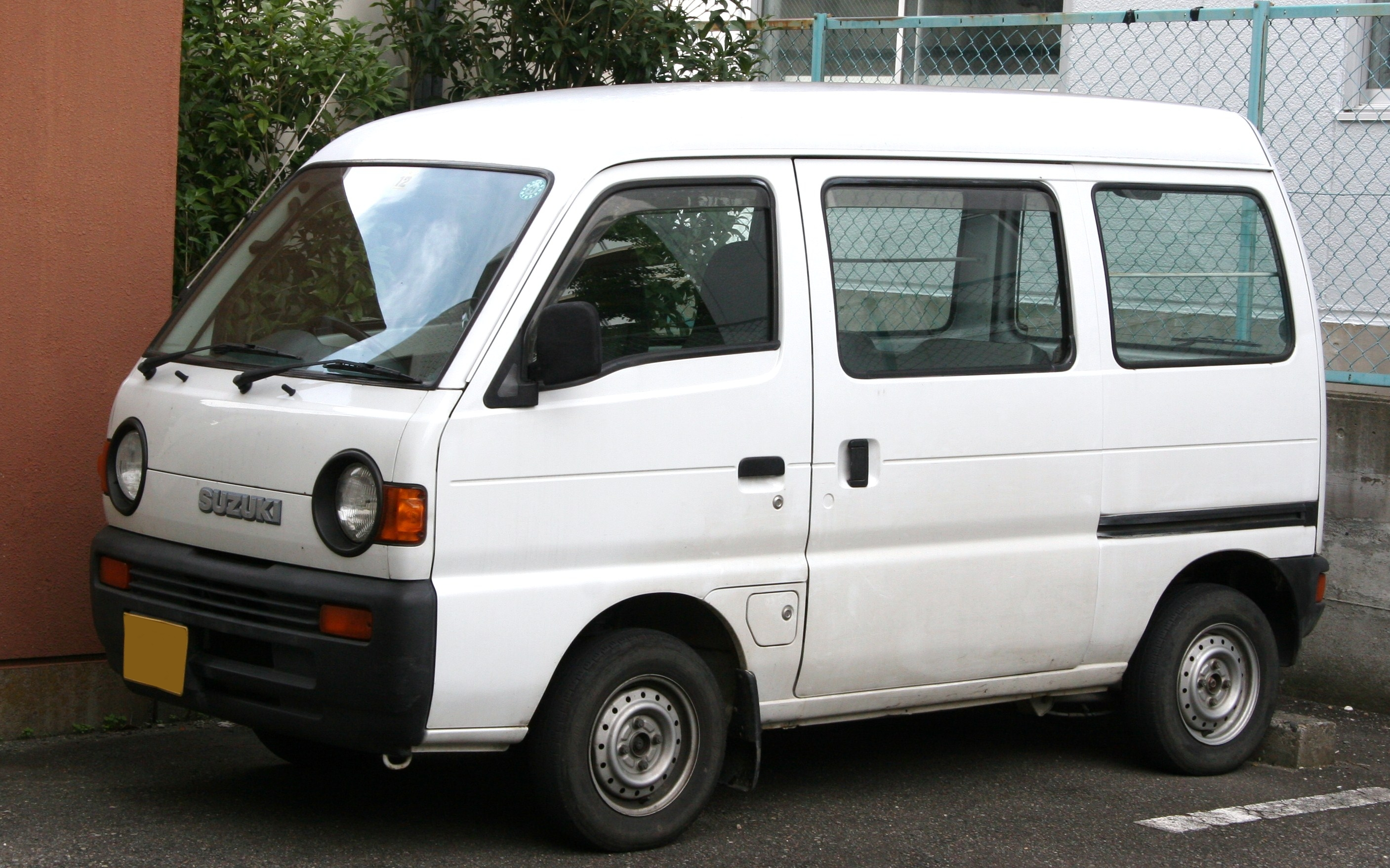
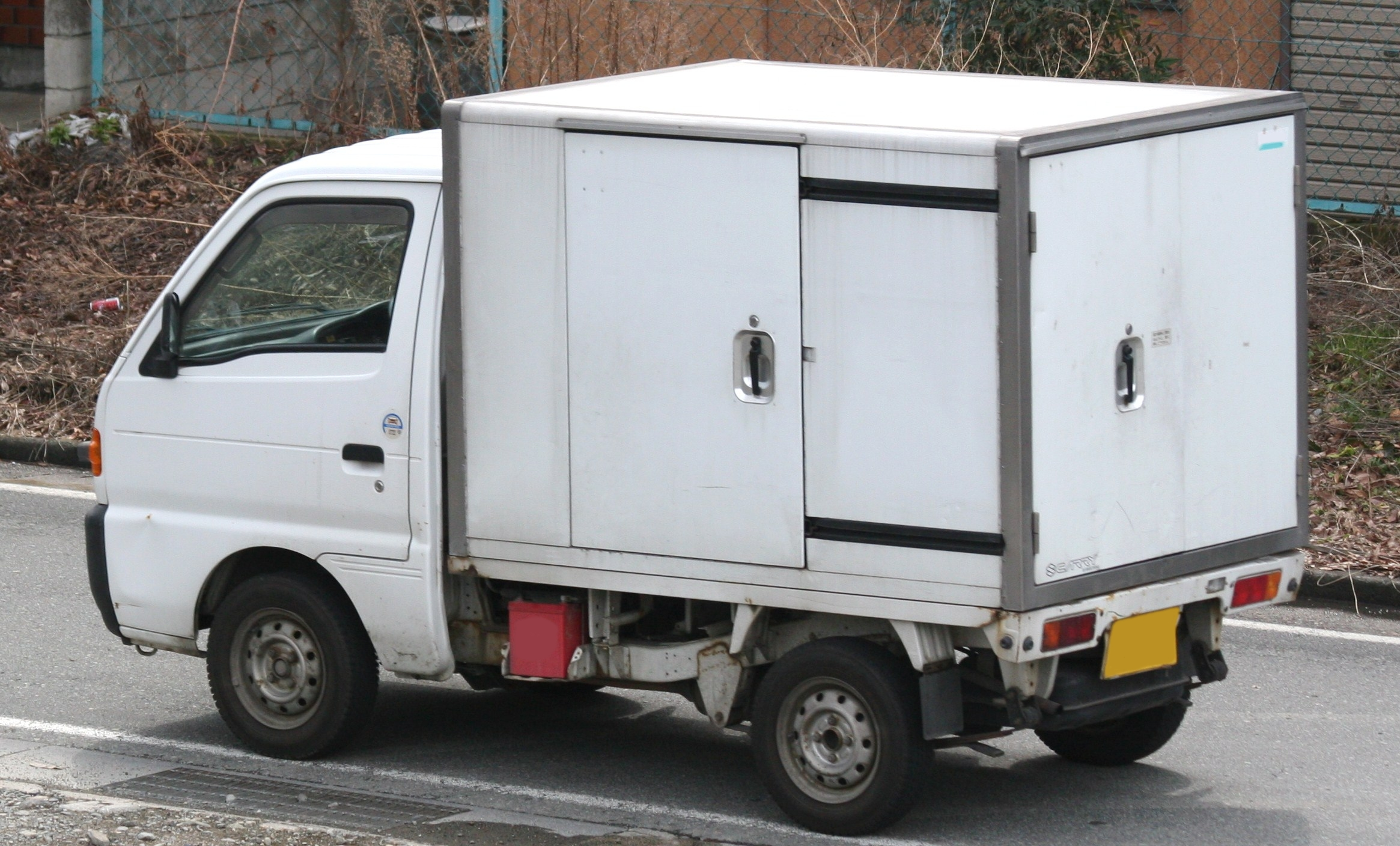

### 第十代DA52T/DB52T/DA62T/DA63T/DA65T系（1999年-2013年）
1999年 - 1月9日大改款的第十代DA52T型（2WD）、DB52T型（4WD型）上市，為了對應輕型車新規制，除擴大車體外，復改回半平頭式（semi cab over）車頭設計。動力心臟依舊沿用657c.c.水冷式直列三缸SOHC F6A型、657c.c.直列三缸SOHC F6A型渦輪增壓引擎（附中冷器）等二具，自然進氣4WD車型和渦輪增壓車型一樣改成EPI電子噴射燃油系統，自然進氣2WD車型仍採化油器；變速箱可選擇五速手動排檔或三速自動排檔。
同年11月25日進行小改款，由於市場上批評此代之車斗長度不足，原廠採取縮短車廂、延長車斗的策略；並調整若干車型級距設定。為了符合日趨嚴格的汽車廢氣排放標準，全車系廢止化油器，改成EPI電子噴射燃油系統。順應日本汽車工業協會的決定，所有手排車新增離合器安全啟動開關，可防止汽車啟動時因排入錯誤檔位而引起的暴衝。
2001年 - 2月9日發售特仕車「KU Special」，具有冷氣空調系統、動力輔助轉向方向盤、高級內裝座椅等配備。同年9月4日改良成DA62T型，F6A型渦輪增壓引擎從SOHC變成DOHC構造。鐵輪圈寬幅從4.00B改成3.50B，故最小迴轉半徑也從4.1公尺縮成3.8公尺。其他改善包括強化車底防鏽、更新中控台設計等，且自此2WD和4WD的內部代號不再有所區別。
2002年 - 5月16日小改款成DA63T型，車廂形狀變得跟鈴木Every相近，分離式車斗為同級車唯一，既能降低碰撞衝擊，亦容易修補交換。自1979年ST30型以來變化不大的尾燈形狀也在此時改變，並新增重防鏽、低車斗等車型。
2005年 - 8月26日部份改良，KC車型新增電瓶罩、AM/FM收音機等，KU車型則追加駕駛座置物袋。同年11月30日新添FC車型（內部代號DA65T型），目標對象為農夫，具有全車廂、短軸距的特性。
2007年 - 12月4日重防鏽車型新增空調系統、動力方向盤轉向系統等。
2011年 - 為了慶祝Carry發售50週年，10月11日推出「Carry KC Limited」紀念車。以KC型為基礎新增車斗作業燈、織布表面座椅、誕生50週年紀念徽飾、強制鎖止差速器（限五速手排4WD車）、車斗多加PVC防護層、後車窗護條和鉸鏈經過防鏽處理等。
2012年 - 為了因應汽車安全新制，5月17日原廠宣佈自7月起加大頭枕，同時變更駕駛座置物袋位置、新增車尾反光片等。

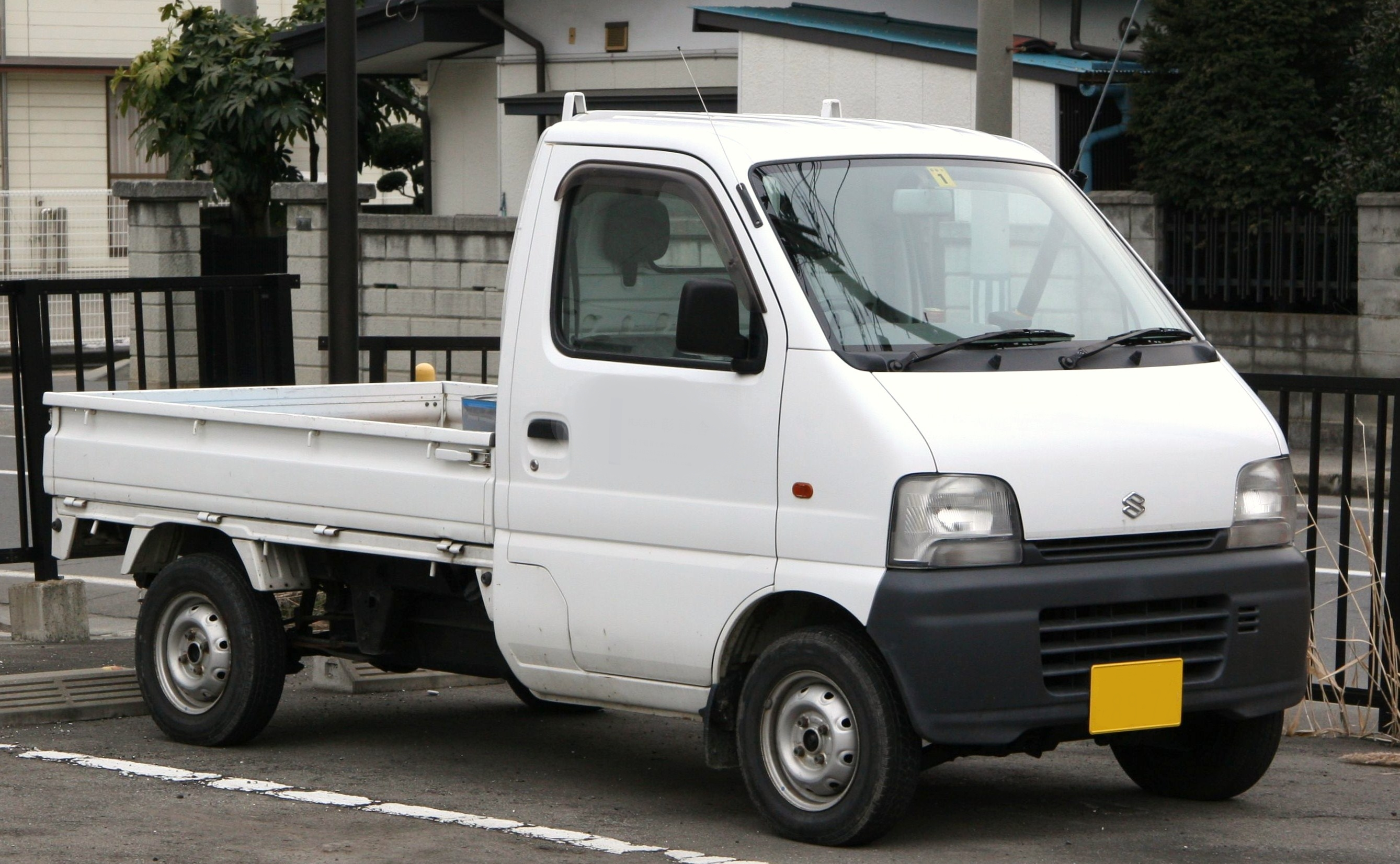
DB52型貨卡車車頭
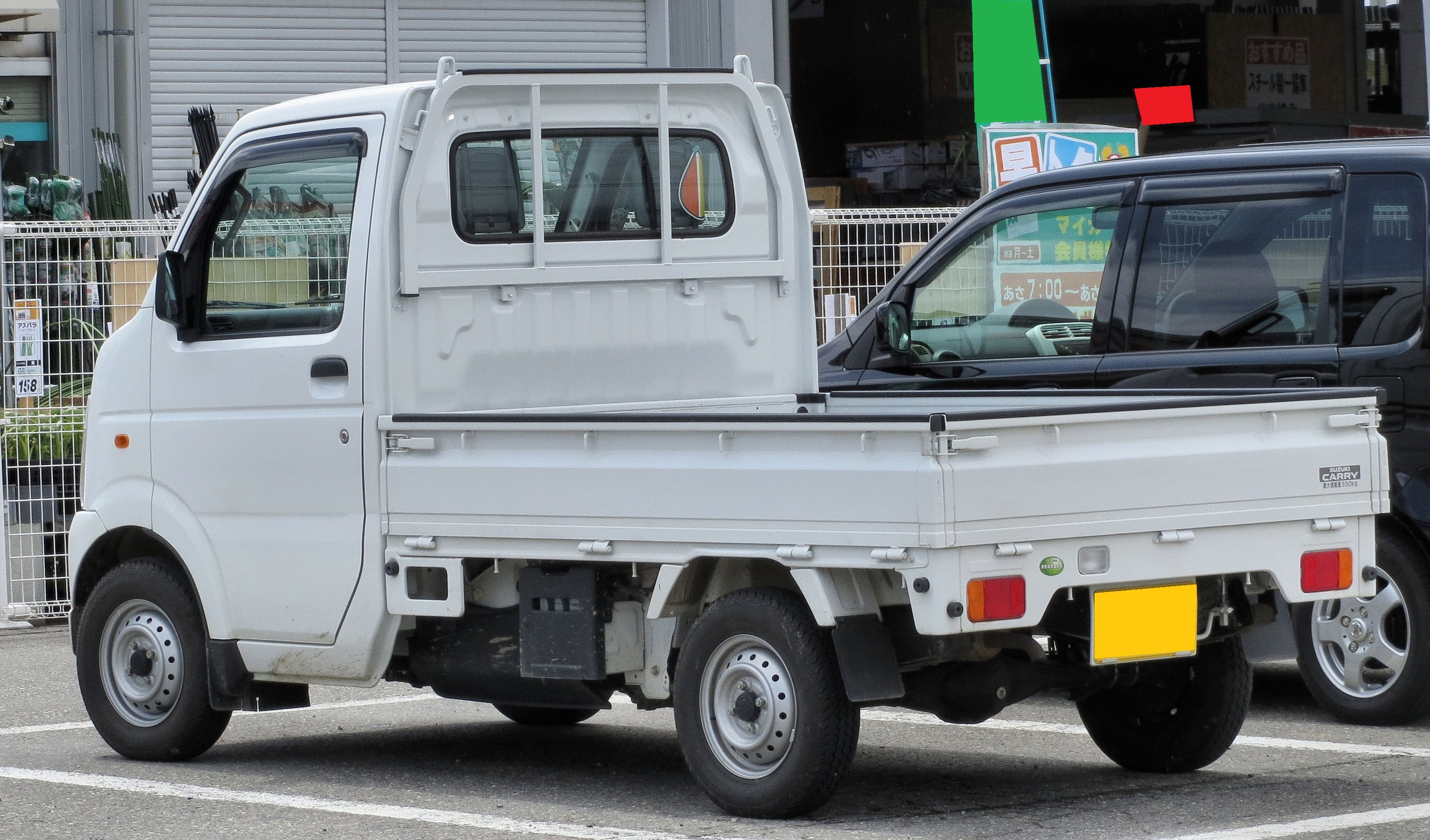
DA63T型貨卡車車尾
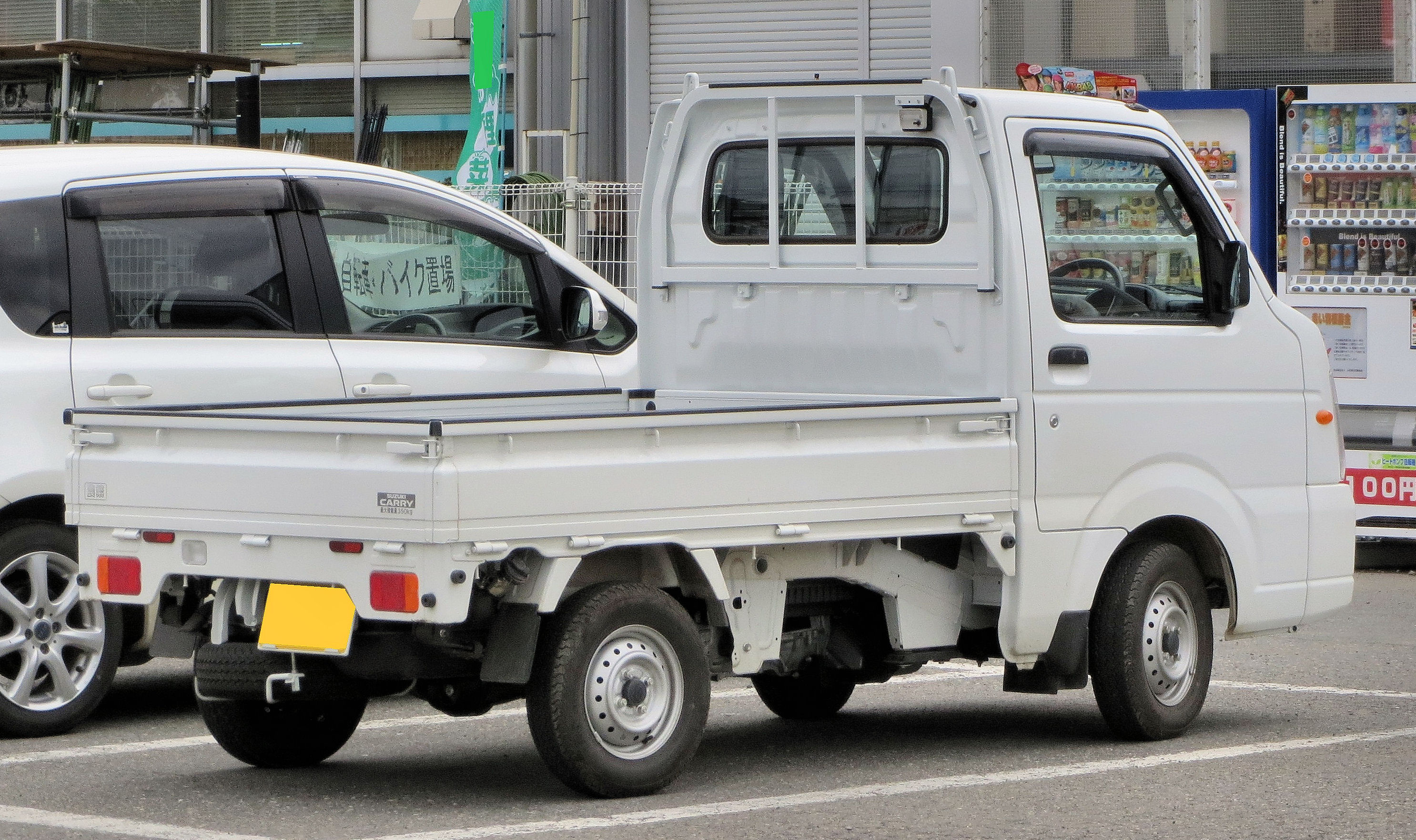
DA65T型貨卡車車尾
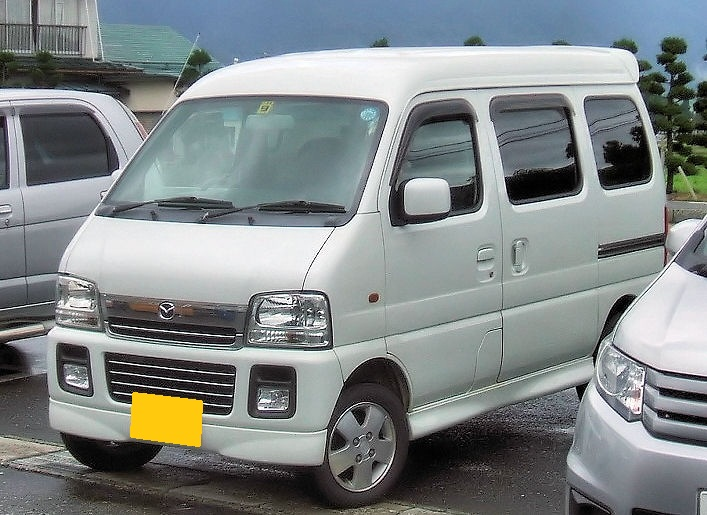
兄弟車馬自達Scrum
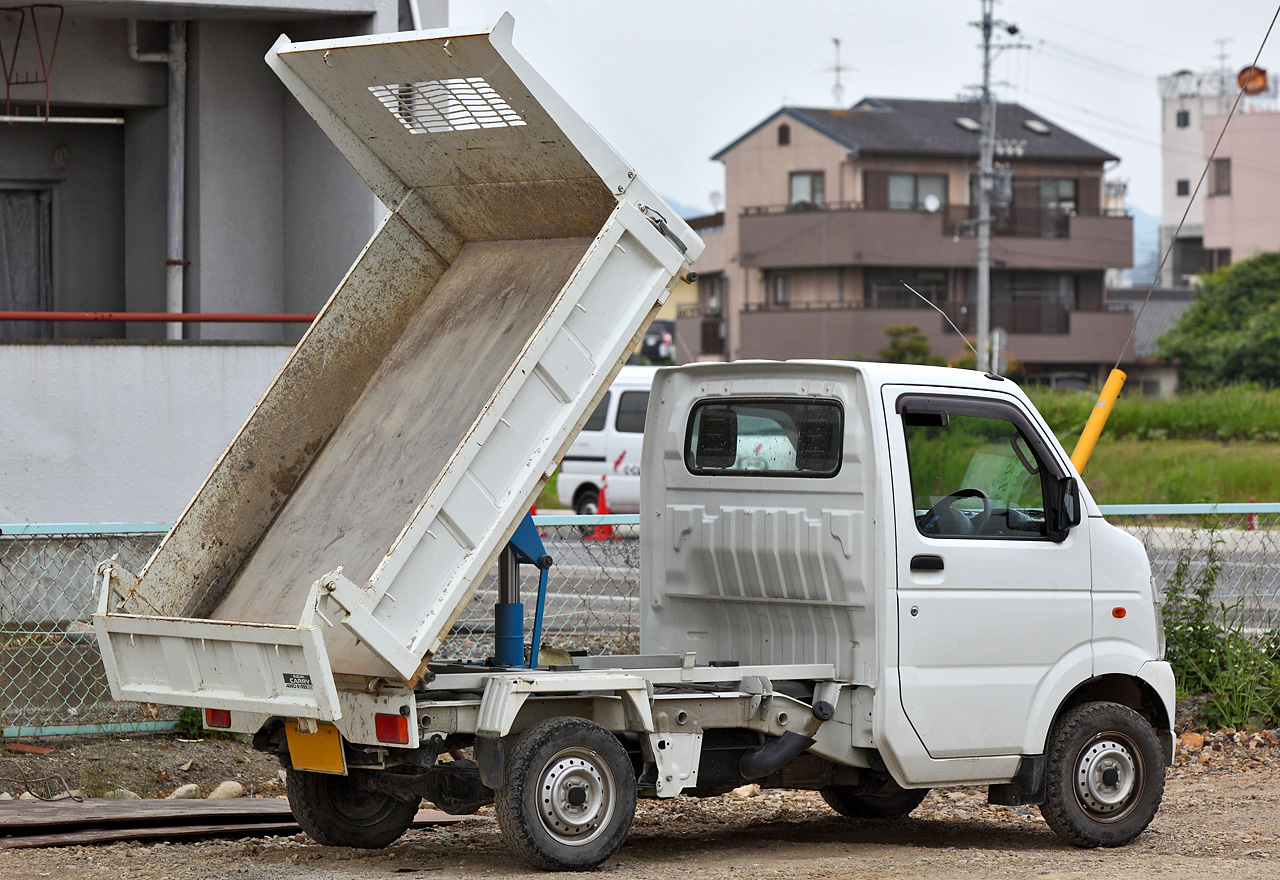

### 第十一代DA16T系（2013年迄今）
2013年 - 9月20日開始發售大改款的DA16T型，轉向機構封罩改小並調整座椅，使得車室空間顯得寬闊。車斗長度2,030mm、距離地面高度650mm，增加工作便利性。此外重防鏽車型的防鏽鋼板塗佈面積達95%，甚至連車架也經過防鏽處理。動力心臟改成658c.c.直列三缸DOHC VVTR06A型引擎，可輸出50ps / 5,700rpm的最大馬力、6.4kg・m / 3,500rpm的最大扭力。引擎採取向助手席側傾斜的縱置式佈局，VVT機構則置於進氣側。冷卻器移往座椅下方、引擎正前方，不但減少冷卻水用管、削減冷卻水量，也廢除冷卻風扇。
另外，由於鈴木與三菱汽車、日產汽車簽訂OEM代工協議，此代Carry也換牌成馬自達Scrum、日產NV100 Clipper / Clipper Rio、三菱Minicab Van / Truck、三菱Town Box等車款，造成日本車壇上共有4款兄弟車共同競逐的局面。
10月16日特裝車隨著改款，包括傾卸車、升降尾門車、冷凍車、摩托車載運車等四類。12月3日原廠開始OEM供給日產NV100 Clipper給日產汽車。
2014年 - 2月27日原廠開始OEM供給三菱Minicab Van / Truck給三菱汽車。同年8月26日KC空調、動力轉向車型新增五速AGS自手排半自動排檔（Auto Gear Shift之縮寫），這套新開發的變速箱乃以五速手排為基礎，離合器及檔位的操作交由電動油壓式驅動器執行的半自動變速系統。這套變速箱已經在外銷的第二代鈴木Celerio使用，頭一次引進日本市場。
2015年 - 8月20日實施部分改良（2型），微調引擎以增進燃油效率，5AGS車型並將2速前進模式列入標配，可在未載貨、少數乘員的情況下獲得較平順的行駛。車體採用防銹鋼板，車斗二側增加掛勾以利固定物品，加大座椅彈簧以增進舒適性。
2016年 - 8月10日推出「KC Special」、「農繁Special」等特仕車。

#### 得獎記錄
2013年10月第十一代Carry獲得優良設計獎。

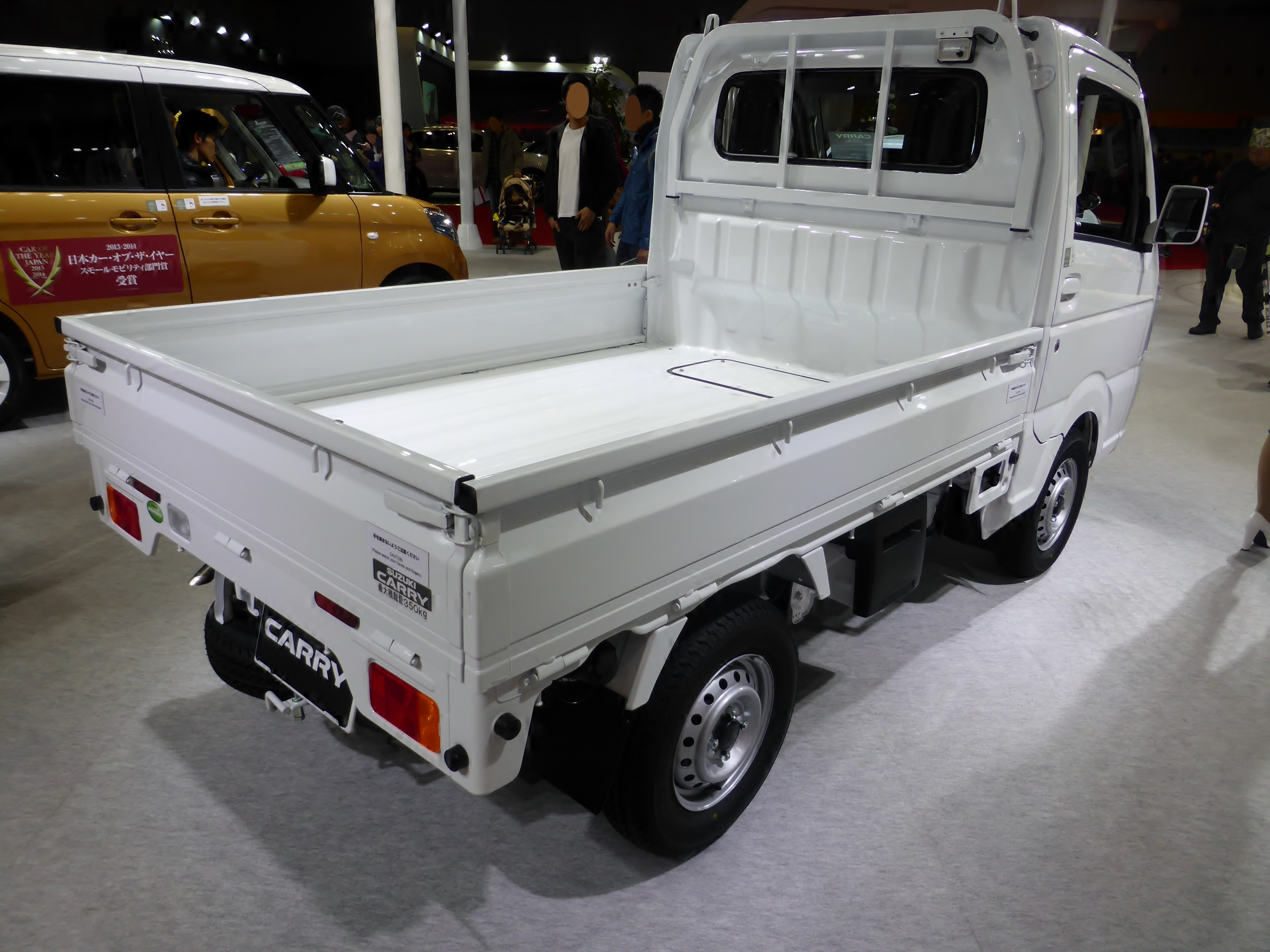
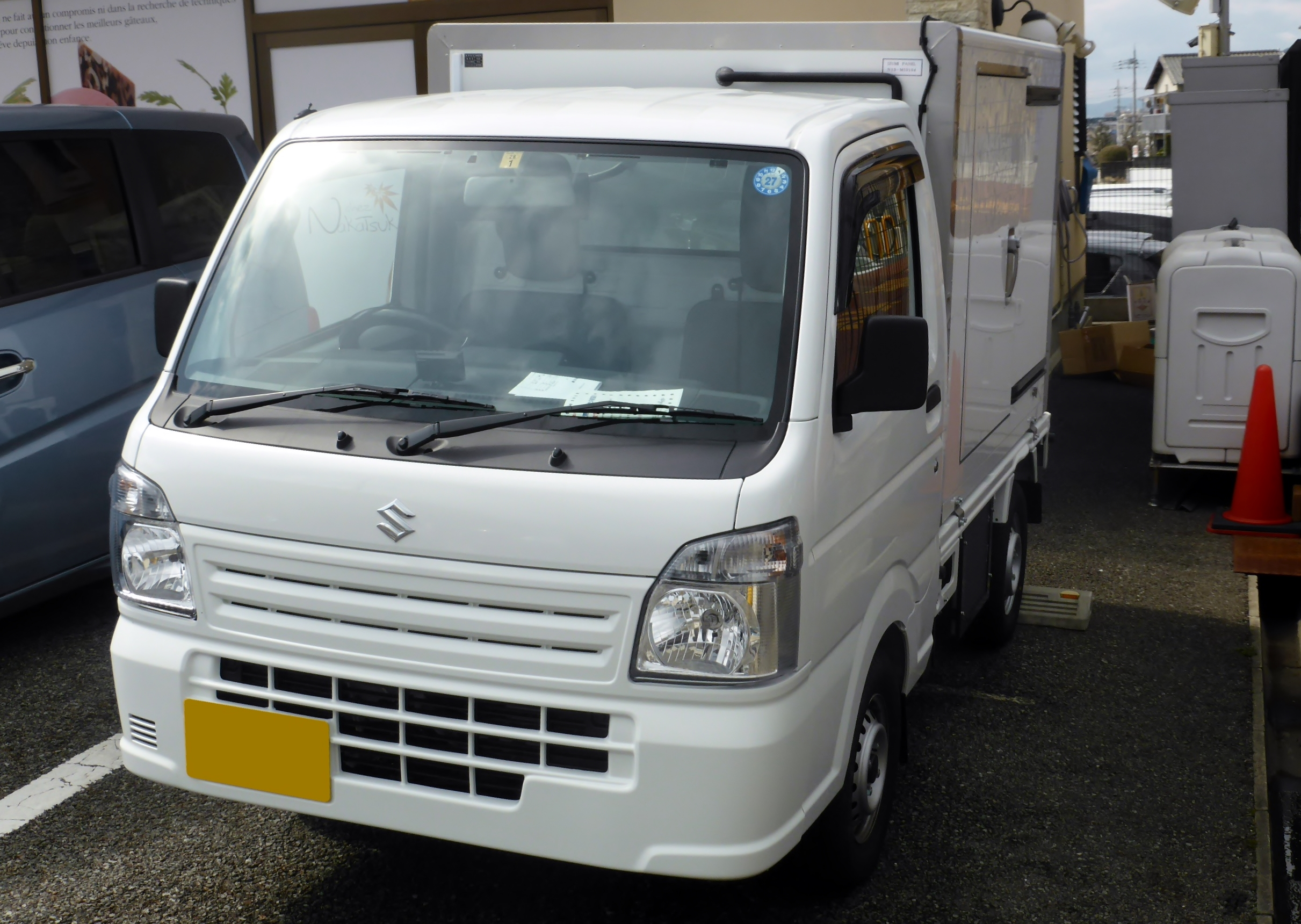
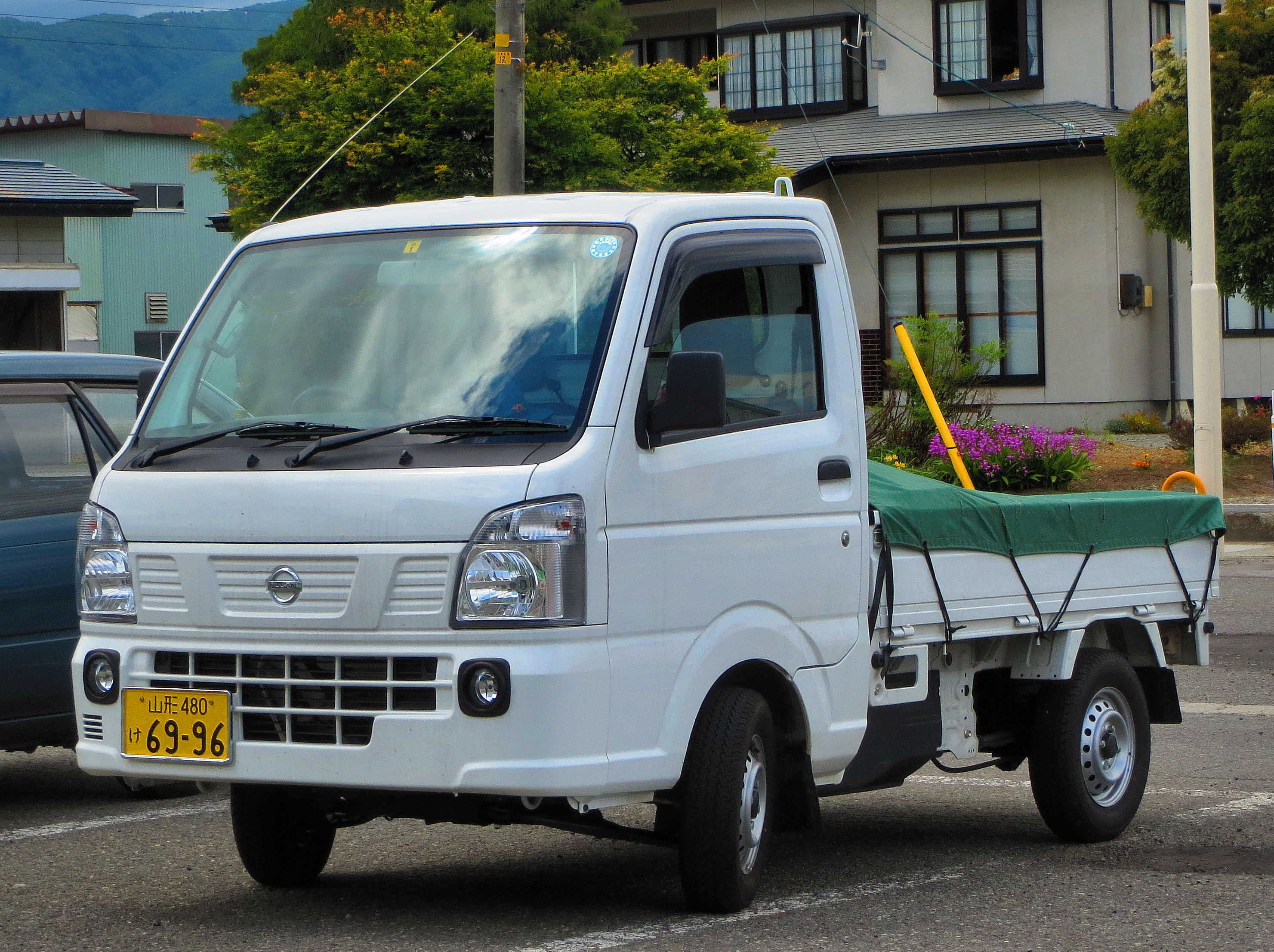
日產NT100 Clipper
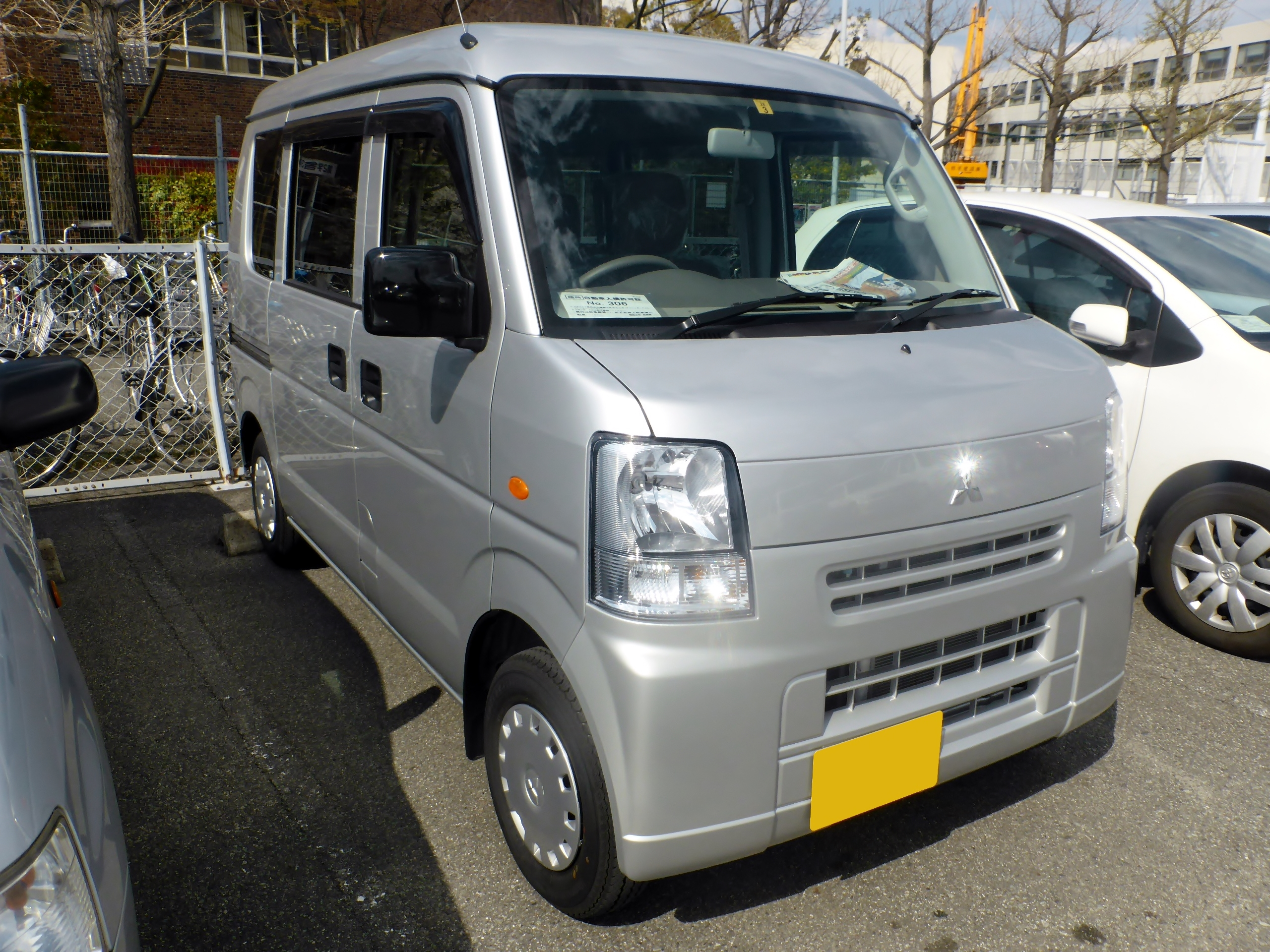
三菱Minicab Van
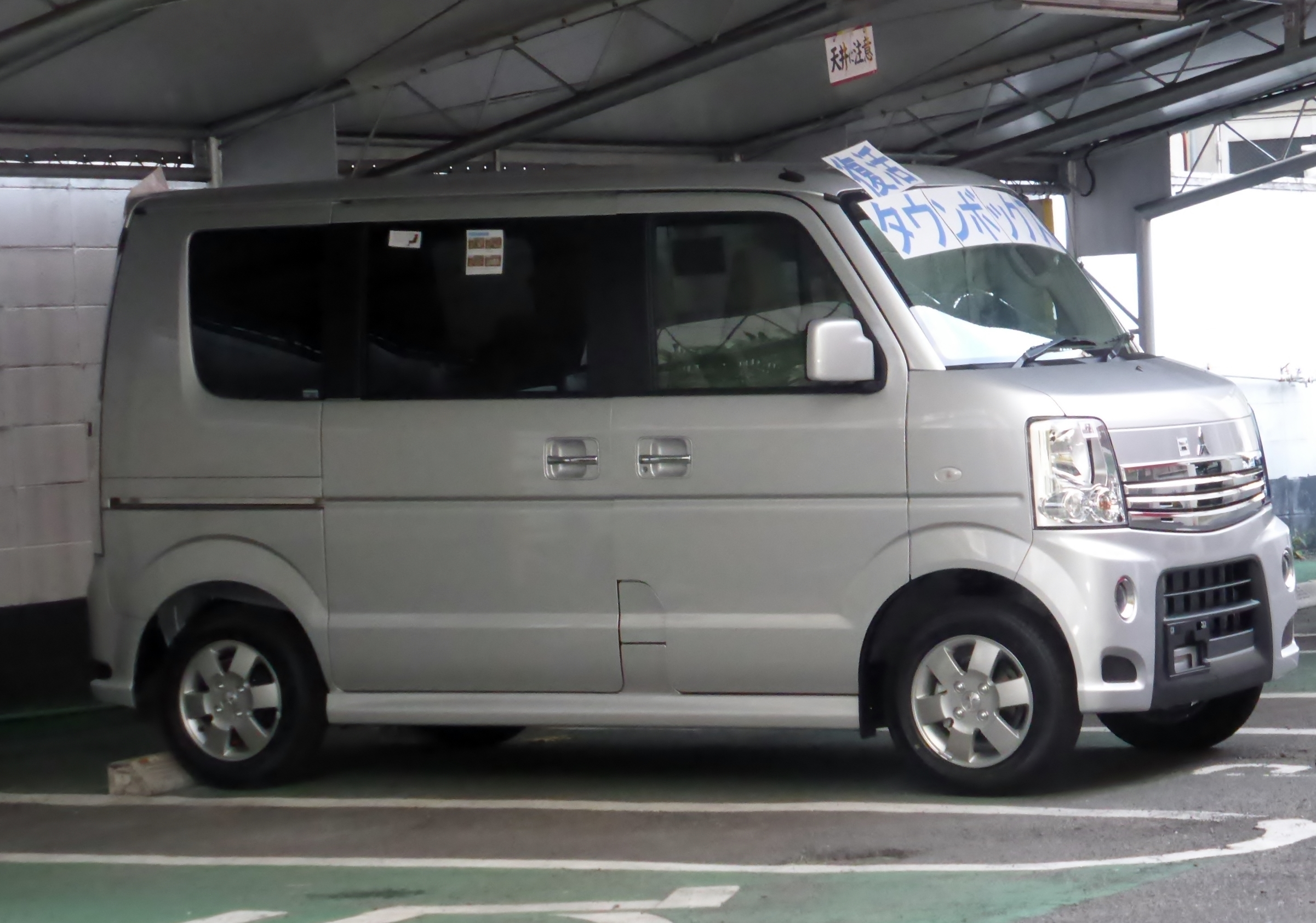
三菱Townbox
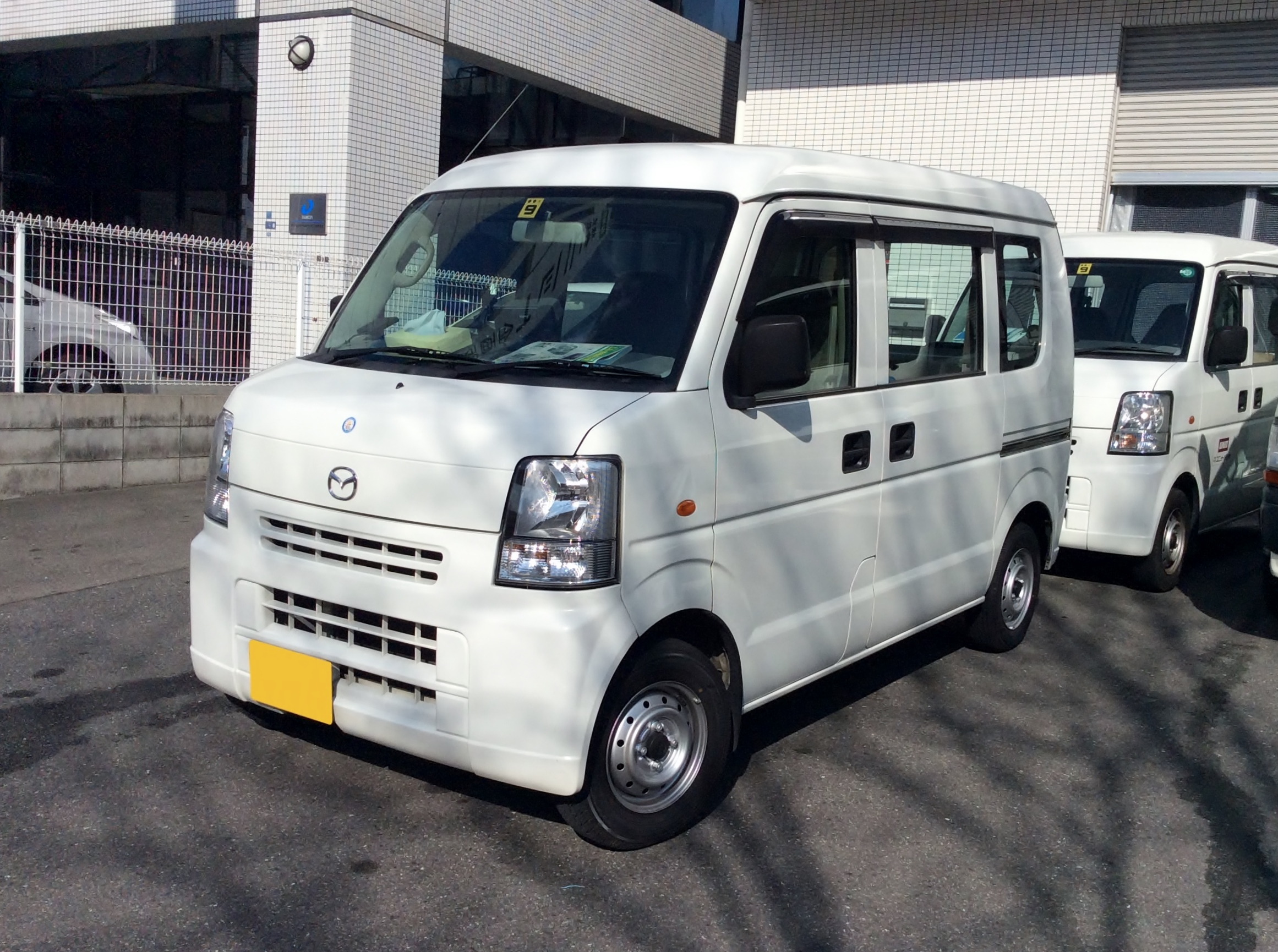
馬自達Scrum

## 外部連結
- （日語）日本官方網站 （页面存档备份，存于）